# كاتدرائية القديس بطرس
كاتدرائية القديس بطرس أو بازليك القديس بطرس وتعرف رسميًا باسم بازليك القديس بطرس البابوية (باللاتينية: Basilica Sancti Petri)، كنيسة كبيرة بنيت في أواخر عصر النهضة في القسم الشمالي من روما وتقع اليوم داخل دولة الفاتيكان رسميًا. كاتدرائية القديس بطرس تعتبر أكبر كنيسة داخلية من حيث المساحة، وواحدة من أكثر المواقع قداسةً وتبجيلاً في الكنيسة الكاثوليكية، وقد وصفها عدد من النقاد بأنها "تحتل مكانة بارزة في العالم المسيحي"، وبأنها "أعظم من جميع الكنائس المسيحية الأخرى". بالإضافة إلى وصفها بكونها من الجمال وتناسق الخطوط في الذروة". سبب التبجيل يعود، لأن الكاتدرائية وبحسب التقليد الكاثوليكي تحوي ضريح القديس بطرس، ويقع الضريح مباشرة تحت المذبح الرئيسي للكاتدرائية والذي يسمى "مذبح الاعتراف" أو "المذبح البابوي" أو "مذبح القديس بطرس". القديس بطرس هو أحد التلاميذ الاثني عشر ومن المقربين ليسوع، وبحسب العقائد الكاثوليكية فإن يسوع قد سلّمه زمام إدارة الكنيسة من بعده، وبالتالي كان بطرس البابا الأول للكنيسة الكاثوليكية وكذلك أول أسقف لمدينة روما. تشير البحوث المستقلة التي أجريت بين عامي 1940 و ‌1964 خلال حبريات بيوس الثاني عشر و‌يوحنا الثالث والعشرون و‌بولس السادس إلى صحة التقاليد الكاثوليكية بشأن مدفن القديس بطرس؛ ومنذ تشييدها في القرن السابع عشر دفن أغلب البابوات في أضرحة منفصلة على امتداد الكنيسة أو في الصالة التي تقع تحتها، وذلك كإشارة رمزية بوصفهم خلفاء القديس بطرس.
الموقع الذي تشغله الكنيسة، كان محط تبجيل من قبل مسيحيي روما منذ القرون الأولى، وقد ذكر المؤرخ الروماني غايوس في بداية القرن الثاني عن «الضريح المجيد» الذي يبجله المسيحيون في المدينة؛ وبعد إعلان المسيحية كدين رسمي للإمبراطورية الرومانية عمد الإمبراطور قسطنطين إلى تشييد كنيسة فوق المدفن الأصلي سميت «الكنيسة القسطنطينية» نسبة إلى بانيها الإمبراطور. بنيت الكنيسة الأولى بدءًا من العام 320 وبداعي التقادم الزمني من ناحية والثورة الثقافية في عصر النهضة عمد البابوات منذ يوليوس الثاني إلى ترميم ومن ثم بناء الكاتدرائية بشكلها الحالي، وقد أدت الظروف السياسية والاقتصادية من ناحية وبعض العقد الهندسية كطريقة تشييد القبة الكبرى من ناحية ثانية، إلى تأخر إتمام عمليات البناء لما يربو القرن من الزمن. إذ بدأ العمل يوم 18 أبريل 1506 وانتهى في 18 نوفمبر 1626.
تحوي الكاتدرائية على عدد كبير من القطع الفنية التي تعود لفترة عصر النهضة والفترات اللاحقة لها، ولعل من أهمها أعمال مايكل آنجلو، كما أنها مدرجة كجزء من الفاتيكان على لائحة التراث العالمي، ومنذ العام 1960 مدرجة في «السجل الدولي للأعمال الثقافية تحت الحماية الخاصة في حالة الصدام المسلح». في الواقع فعلى الرغم من شيوع لفظ كاتدرائية في توصيفها، فإن هذه التسمية ليست دقيقة؛ إذ كلمة كاتدرائية وهي مشتقة من الفعل اليوناني كاتدرا (باليونانية: καθέδρα) بمعنى «كرسي»، نظرًا لكون الكاتدرائية تحوي الكرسي أو المقر الرسمي للأسقف؛ غير أن المقر الرسمي لأسقف روما هو كاتدرائية القديس يوحنا اللاتراني، إحدى الكاتدرائيات الثلاث التي تقع في روما وتتبع سيادة الفاتيكان، ولذلك يعمد البعض إلى وصفها بعبارة بازليك القديس بطرس، أي كنيسة كبيرة دون أن تكون مقرًا أسقفيًا لتنال توصيف كاتدرائية بشكل رسمي. وعلى الرغم من ذلك فإن عبارة كاتدرائية القديس بطرس تعتبر أكثر شيوعًا. وعلى العموم، فإنه قبل بناء البازليك بالشكل الحالي وكذلك القصر الرسولي بقربه، فإن البابا كان يقيم في القصر اللاتراني في روما.
تحوي الكاتدرائية على 777 عمودًا و 44 مذبحًا و 395 تمثالاً، إلى جانب عدد من الأضرحة والأيقونات الأخرى، وقد ألحق بها متحف خاص للآواني المقدسة والثياب الكهنوتية المستعملة بها.

## قبل الكاتدرائية الحالية

### مدفن القديس بطرس والضريح الأول

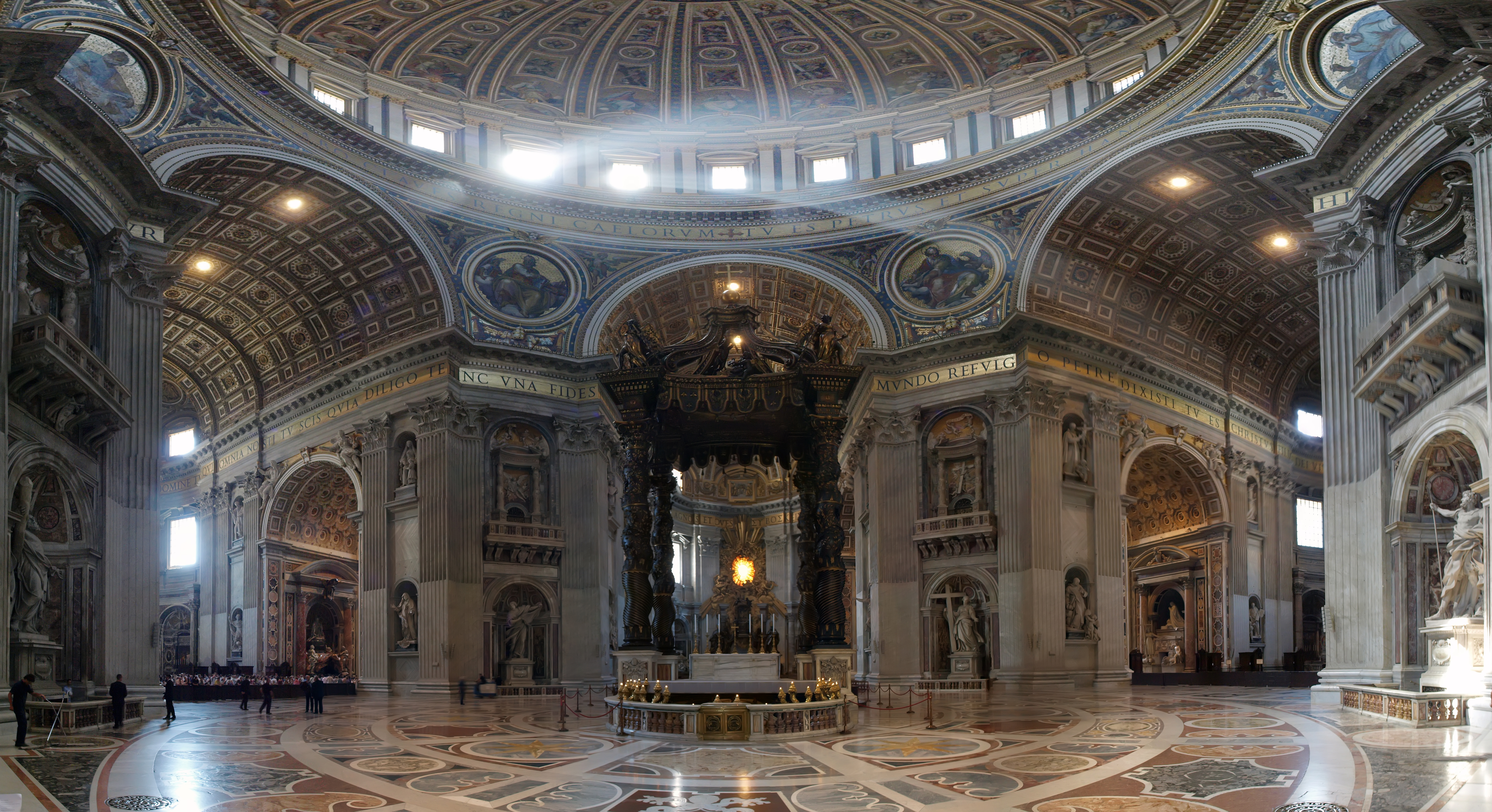
صورة بانورامية لقلب الكاتدرائية، ويظهر في صدر الصورة المذبح البابوي تعلوه مظلة برنيني القائمة مباشرة فوق ضريح القديس بطرس، وأمامهما فسحة الاعتراف، المدخل إلى المدفن.

وفق عقائد وتقاليد الكنيسة الكاثوليكية، فإنه بعد يسوع قام أحد التلاميذ الاثني عشر المدعو سمعان بطرس، أحد الصيادين من الجليل والذي عينه يسوع رأسًا للرسل مفوضًا إياه شؤون إدارة الكنيسة من بعده، بالسفر إلى روما مبشرًا بالمسيحية. وتعني كلمة «بطرس» في اللغة العبرية الصخر أو الحجر،  وهو الاسم الذي أطلقه يسوع عليه. بطرس لم يتنقل إلى روما مباشرة، وإنما مكث في فلسطين ومن ثم في أنطاكية قسطًا من الزمن يدون أحداثه سفر أعمال الرسل، وبعد حوالي ثلاثين عامًا انتقل إلى روما مؤسسًا كنيستها، ومن ثم صلب في العام 64 أو 67 خلال عهد الإمبراطور الروماني نيرون؛ وكان عملية صلبه واحدة من عمليات الصلب والقتل التي لحقت بالمسيحيين في روما في أعقاب الحريق الكبير الذي أشعله نيرون، ويعتبر اضطهاد نيرون أول اضطهاد للمسيحيين في الإمبراطورية الرومانية؛ وبحسب ما نقل أوريجانوس فقد صلب بطرس رأسًا على عقب، وذلك بناءً على طلبه لأنه اعتبر نفسه لا يستحق أن يموت بنفس الطريقة التي مات فيها يسوع. عملية الصلب وقعت بالقرب من مسلة مصرية قديمة كان قد جلبها الإمبراطور كاليغولا من مصر، ونصبها في قلب ملعب نيرون الذي شهد العديد من عمليات إعدام للمسيحيين، وفي القرن السادس عشر نقلت المسلة إلى وسط ساحة القديس بطرس بوصفها أحد الشواهد على قتل القديس بطرس.
حسب التقليد أيضًا، فإن القديس بطرس قد دفن في أحد التلال القريبة من موقع الملعب، وهو المكان الذي ترتفع فوقه حاليًا الكاتدرائية. وبموجب البحوث التي قامت بها جهات مستقلة بين عامي 1940 و‌1964 خلال حبريات بيوس الثاني عشر و‌يوحنا الثالث والعشرون و‌بولس السادس تم تأكيد صحة التقاليد الكنسية في هذا الخصوص، فبحسب الحفريات التي أجريت تحت الكاتدرائية، استدل على أن الضريح الأول كان قبرًا بسيطًا ومحفورًا في الأرض من الحجر الأحمر؛ ويبدو من خلال النقوش المكتشفة، أن عناية مخصوصة كانت تكلؤه منذ البدء، وهذا يتفق مع ما نقله عدد من المؤرخين الرومان، لعل أبرزهم هو المؤرخ غايوس الذي أشار إلى الضريح المجيد الذي يكرمه المسيحيون في روما وذلك في القرن الثاني.
من المكتشفات التي عثر عليها تحت الكاتدرائية، تبين أن عددًا متزايدًا من المسيحيين في روما دفنوا بالقرب من الضريح خلال القرن الثاني، وأن المنطقة الأصلية قد سورت لفصلها عن المقبرة الخارجية، على أن العديد من الكوى المخصصة لإيقاد الشموع أو الفتائل حفرت على هذا السور. إلى جانب نقوش عديدة للحرفين P و E في إشارة إلى بطرس قد وجدت مكتوبة باللاتينية، إضافة لأدعية وابتهالات عديدة وصيغ تتضمن كثيرًا من أسماء الموتى، وتظهر عبارات تفخيم ليسوع وبطرس مرات عديدة أيضًا. كما اكتشف بعض النواويس والأضرحة لبابوات من قرون مختلفة اختاروا أن يدفنوا قرب القديس بطرس ككلمينت الثامن عام 1594 وكاليستوس الثاني عام 1123 وغريغوري الأول عام 604.
بعد نقب السور الأصلي، وجدت فسحة تعود لما بعد بناء الكنيسة القسطنطينية تحوي فتحة فيها أجزاء من عظام مكفنة في نسيج أرجواني مرصع ببعض الأحجار الكريمة؛ وعلى الرغم من أنه لم يجر أية بحوث على العظام نفسها، إلا أن البابا بيوس الثاني عشر وفي رسالة عيد الميلاد يوم 23 ديسمبر 1950 أعلن اكتشاف قبر القديس بطرس، استنادًا على المعطيات الداخلية الضمنية ومنها التقليد الكنسي وروايات المؤرخين، والعناية الخاصة بالقبر المذكور.
ملعب نيرون، الذي شهد عملية الصلب، يقع حاليًا ضمن حدائق الفاتيكان.

### الكنيسة القسطنطينية

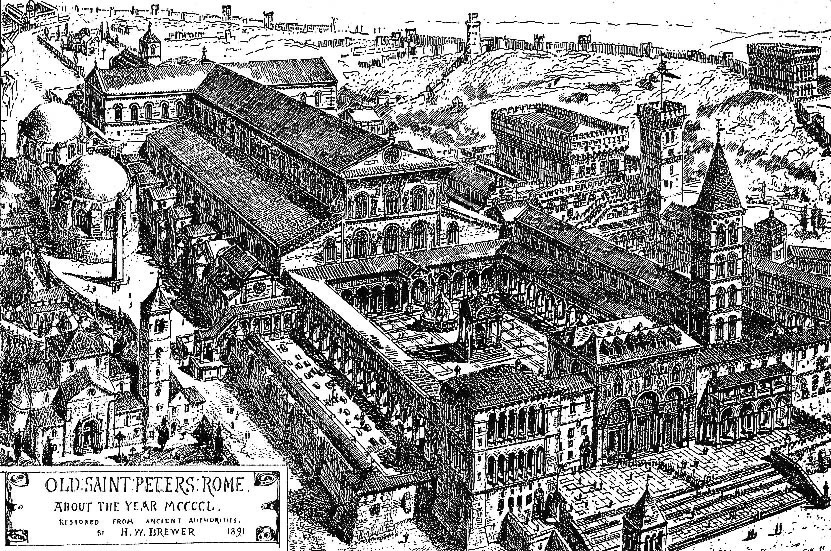
الكنيسة القسطنطينية أو كاتدرائية القديس بطرس كما كانت تبدو قبل تشييد الكاتدرائية الحالية، حوالي عام 1450. الرسم يعود للقرن التاسع عشر، وتظهر في الصورة المسلة المصرية التي لا تزال قائمة إلى اليوم.

بدأت عملية بناء الكنيسة القسطنطينية بناءً على أوامر الإمبراطور الروماني قسطنطين الأول حوالي العام 326 أو 333 واستمر العمل ثلاثة عقود بعد أن تم طم سبعة أمتار لتسوية سطح الأرض والحفاظ على الضريح بشكله الأول، أما مخطط الكنيسة فقد كان على شكل صليب إغريقي ضخم، وساهمت قوة المخططات ومتانة البناء على صموده اثني عشر قرنًا كاملاً، حتى بناء الكاتدرائية بالشكل الحالي؛ وقد احتلت الكنيسة القسطنطينية، بوصفها ضريحًا للقديس بطرس مكانة حج هامة في روما ومن ثم أصبحت أحد معالمها الدينية الرئيسية؛ كما أصبحت المكان التقليدي لتقليد البابوات المتعاقبين شؤون حبرياتهم، وشهدت الكنيسة أيضًا عام 800 تتويج شارلمان كإمبراطور للإمبراطورية الرومانية المقدسة، لكنها تعرضت عام 846 لمحاولة نهب وتدمير، ألحقت أضرارًا بليغة بها، غير أن البابا غريغوري العظيم قام بترميمها، وكذلك فعل البابا كاليستوس الثاني في القرن الثاني عشر.
أخذ الحديث يدور حول ترميم الكنيسة منذ القرن الخامس عشر، وبالفعل بعد انتهاء انشقاق أفينغون رعى البابا مارتن الخامس عملية ترميم أشرف عليها ليون باتيستا ألبرتي ورسويلينو برناردو، ولم تتوقف عمليات الترميم والإضافة على البناء الأساسي طوال القرن الخامس عشر و‌القرن السادس عشر، أي حتى الشروع ببناء الكاتدرائية الجديدة. وفي الواقع، فإنه حتى عندما شرع البابا يوليوس الثاني بناء الكاتدرائية الجديدة، كان المخطط قائمًا على توسيع وترميم الكنيسة القسطنطينية دون هدمها بالكامل، وطوال القرن السادس عشر كان المهندسون يتجاذبون مخططات بعضها رام ترميم الكنيسة وتوسيعها والبعض الآخر وجد إعادة بناء كنيسة جديدة بالكامل.
كانت الكنيسة القسطنطينية مؤلفة من خمسة أروقة وصحن واسع في المنتصف على جانبيه ممرات تؤدي إلى صحنين آخرين أصغر حجمًا، وقد زينت الكنيسة بواحد وعشرين عمودًا من الرخام الأبيض المهداة من قبل الإمبراطور قسطنطين، أما سقفها فكان مغلفًا بالخشب وقد جدد عدة مرات، وفي القرن الرابع عشر رسم عليه عدد من الصور والأيقونات الفسيفسائية الكبيرة الحجم من تصميم نافيسيلا بين عامي 1305 و‌1313، وأكبر الأيقونات تمثل القديس بطرس وهو يمشي على الماء إلى جانب أحد عشر رسمًا آخر يمثل مقاطع من العهد القديم و‌العهد الجديد؛ وقد زين السقف أيضًا مع تعاقب البابوات بالثريات. أمام الكنيسة كان هناك ساحة متوسطة الحجم، على شكل صليب دعيت «حديقة الجنة»، كما كان للكنيسة خمسة أبواب غير أن بعضها قد أضيف خلال المرحلة اللاحقة لتشييدها في القرن الرابع.
أما المذبح، فبدوره كان مزينًا بمجموعة من الأعمدة المهداة من قبل الإمبراطور قسطنطين وهي مصممة وفق وصف الهيكل المقدس كما ورد في سفر الملوك الأول؛ وعندما بنيت الكاتدرائية بالشكل الحالي أوحت هذه الأعمدة لبرنيني ليقوم بتصميم مظلته البرونزية ذات الأعمدة الأربع الملتوية، بحيث كانت تشابه الأعمدة السابقة. أما الأعمدة السابقة، سواءً أكانت في الكنيسة ككل أو بالقرب من المذبح فقد نقلت إلى ساحة القديس بطرس، ونقل البعض من اللوحات والأيقونات الفسيفسائية إلى متاحف الفاتيكان أو بعض الكاتدرائية الهامة في إيطاليا.
لم تكن الكنيسة القسطنطينية تعتبر المقر الرسمي والوحيد للبابا، بل إن الباباوات آنذاك كانوا يقيمون في القصر اللاتراني في روما، بيد أن أغلبهم قد دفن في الكنيسة القسطنطينية في إشارة إلى الارتباط مع القديس بطرس، وعندما تم بناء الكاتدرائية بالشكل الحالي، تم نقل العديد ناوويس ومدافن البابوات، خصوصًا البابوات الذين يعودون لفترات قريبة من فترة تشييد الكاتدرائية أي بابوات القرن الخامس عشر و‌القرن الرابع عشر، أما القبور السابقة لذلك دمرت خلال عملية التشييد الجديدة؛ وقد نقلت النواويس المكتشفة إلى القاعة الخاصة بمدافن البابوات أسفل الكنيسة الحالية.

## المخطط وعملية البناء

### طلائع المشروع: نيكولا الخامس وخلفاءه

المخطط الأول لبناء الكاتدرائية، صليب إغريقي ضخم متساوي الأذرع.

كان بناء الكنيسة القسطنطينية قد أخذ بالتداعي بعد اثني عشر قرنًا على بناءها، ورغم محاولات البابا مارتن الخامس بعد الانتهاء من انشقاق أفينغون ترميم الكنيسة إلا أن البناء قد ظل متداعيًا. فكان ذلك الحافز الأساسي لفكرة الإصلاح والتوسع، طلب البابا نيكولا الخامس من المهندس برناردو روسيلينو وضع مخططات جديدة لترميم الكنيسة ومن ثم طلب منه لاحقًا وضع مخططات جديدة للبناء عام 1452، كان روسولينو مهندسًا بارزًا وقد عهد إليه أيضًا تحسين المخطط المعماري لمدينة روما، وقد قام روسولينو بتقديم مخططاته القائمة على شكل صليب إغريقي متساوي الأذرع ومن ثم نقل حوالي 2500 قطعة حجر للشروع بالبناء من مقالع روما، لكن البابا توفي بعد فترة وجيزة عام 1455 ولم يكن قد أنجز من العمل سوى القليل؛ لم يهتم خلفاء نيكولا الخامس بالمشروع أو بمتابعة ترميم الكنيسة أو إعادة بنائها ولعبت القلاقل السياسية الدور البارز في ذلك، حتى حبرية البابا بولس الثاني الذي طلب من المهندس جوليانو دا سانغالو الشروع بدراسة المخططات السابقة وتعديلها غير أنه عاد فجمد المشروع عام 1471، وظل المشروع مجمدًا طوال ثلاث عقود توالى فيها أربعة بابوات هم: سيكتوس الرابع (1471 - 1484) وإينوسنت الثامن (1484 - 1492) وألكسندر الرابع (1492 - 1503) وبيوس الثالث (1503)، غير أن المشروع قد عاد إلى التداول من جديد خلال حبرية يوليوس الثاني.

### الشروع بالبناء: يوليوس الثاني وخلفاؤه

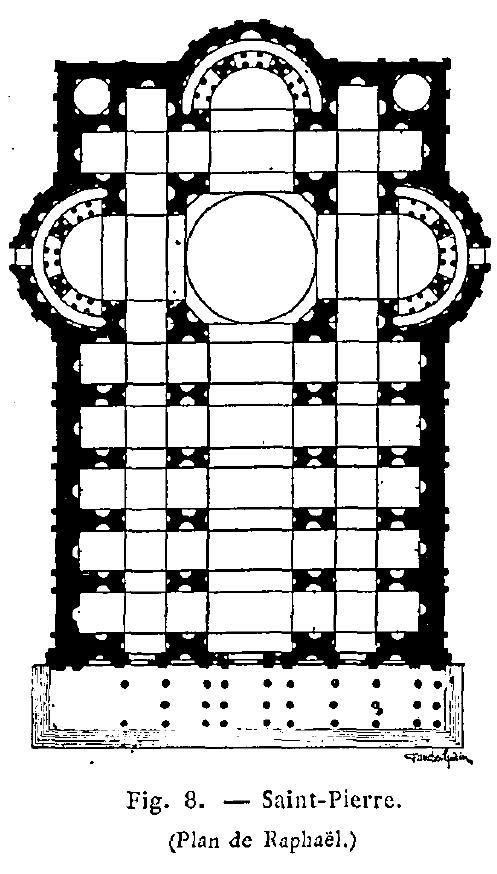
المخطط الثاني لبناء الكاتدرائية المقدم من اللجنة الهندسية برئاسة رافاييل: صليب لاتيني تقع القبة الكبرى في تقاطع ذراعييه.

أصبح يوليوس الثاني حبرًا أعظم عام 1503 وعرف عنه دعمه للفنون وبنوع خاص الفن والنحت ونقل عنه أنه أراد أن يجعل من كاتدرائية القديس بطرس: أعظم بناء في العالم المسيحي، ويعود له أيضًا بناء كنيسة سيستين المجاورة لكاتدارئية القديس بطرس وتزيينها. كانت هناك العديد من العوامل المساعدة للبابا، فمن ناحية كانت روما تنعم بالاستقرار السياسي والوفرة الاقتصادية، ومن ثم كانت الكنيسة القديمة آخذة بالتداعي حتى خيف من انهيارها وسوى ذلك فإنها لم تكن تستوعب أعداد الحجاج المتزايدين إلى ضريح القديس بطرس؛ اقترح عدد من المهندسين على البابا فكرة فصل ضريح القديس بطرس عن الكنيسة، لكنه رفض ذلك وقرر العودة إلى خطط البابا نيكولا الخامس بتشييد بناء جديد بالكامل، ومن ثم كلّف المهندس دوناتو برامنتي دراسة المخطط القديم الذي وضع أيام حبرية نيكولا الخامس وتعاقد مع مايكل آنجلو لنحت عدد من التماثيل لتزيين الكنيسة. كان برامنتي كبير مهندسي روما وله خبرة طويلة في بناء الكنائس والكاتدرائيات، وفي ما يخصّ بناء الكاتدرائية، أجرى برامنتي بضع تعديلات طفيفة على المخطط السابق، لكنه أبقى على الصليب الإغريقي ذي الأذرع المتساوية على أن تشيد القبة الكبرى في منطقة تقاطع ذراعي الصليب مع وجود أربع قبب أخرى أصغر حجمًا على كل ذراع، والحفاظ على الحنية التقليدية لناحية الشرق من بناء الكنيسة. مخطط برامانتي لم يكن خاليًا من الصعوبات الهندسية وفق معطيات فترة عصر النهضة، وكان المخطط موضع النقاش في عدد من المحافل الرسمية، ولا يزال القسم الأكبر من المخططات وتعديلاتها والتعليقات عليها، محفوظة في عدد من المتاحف خصوصًا في معرض أوفيزي في فلورنسا. في 18 أبريل 1506 وضع البابا حجر الأساس لبناء الكنيسة الجديدة، غير أن الكنيسة القسطنطينية لن تهدم دفعة واحدة وبالكامل وإنما على مراحل، حيث امتدت عملية البناء حوالي القرن من الزمن.
توفي برامنتي في 11 أبريل 1514 فشكل الكرسي الرسولي برئاسة البابا ليون العاشر لجنة من ثلاث مهندسين هم أنتونتيو دي سانغالو و‌رافاييل والراهب غيوكوندو دافيرونا؛ كانت الحالة معقدة إذ تم هدم النصف الشرقي من الكنيسة القديمة ولم تنتهي عمليات بنائها بعد. تزامن ذلك مع ظهور مارتن لوثر والانشقاق البروتستانتي الذي هزّ الكنيسة الكاثوليكية، وأثر سلبًا على التمويل اللازم لاستكمال علميات البناء، خصوصًا أن جزءًا من التمويل كان قادمًا من صكوك الغفران التي كانت الجزء الأساسي من المشكلة مع مارتن لوثر. رغم ذلك لا يمكن القول أن المشاكل كانت اقتصادية بحتة، فقد ظهرت عدة مشاكل هندسية لمخطط برامنتي، لذلك قدمت اللجنة المكلفة مخططًا جديدًا للبابا، حوّل من خلاله الصليب الإغريقي المتساوي الأذرع إلى صليب لاتيني طويل، تقوم القبة الرئيسية في منطقة تقاطع ذراعيه، مع إضافة خمسة أرواقة ومصليات صغيرة على الجانبين تفصل عن الأروقة الأساسية بمجموعة من الأقواس، كما عمد رافاييل في مخططه إلى تصغير حجم الأبراج التي كان من المقرر تشييدها في الكنيسة. وبدأ العمل بتقويض الجناح الأيسر للكنيسة القسطنطينية وتشييد النموذج الجديد لها.

### القبة الكبرى واستكمال البناء: بولس الثالث وخلفاؤه

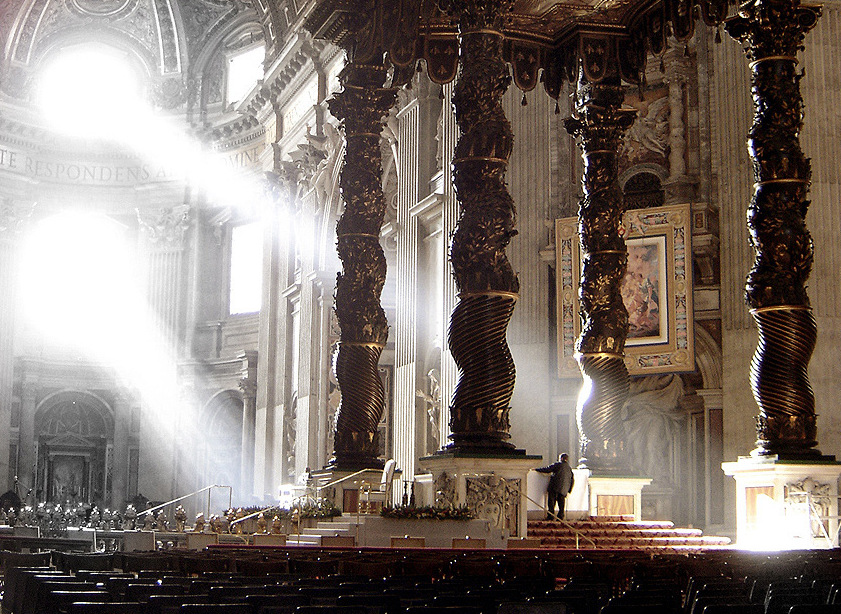
المذبح البابوي ومظلة الاعتراف مغموران بنور الصباح: كان مايكل آنجلو أول من أشار إلى ترك فتح في القبة للسماح للنور بالمرور منها.

في عام 1520 مات رافاييل والراهب غيوكوندو، فتم تعيين بالداساري بيروزي للعمل مع سانغالو، وأرادوا الرجوع عن مخطط رافاييل، غير أن نهب روما وعواقبه الاقتصادية والسياسية أدى إلى توقف العمل. ومع وفاة بيروزي عام 1536 تفرّد سانغالو بالإدارة فقام بإجراء الدمج بين مخطط رافاييل ومخطط بيروزي بحيث جعل صحن الكنيسة ضيق المساحة مقابل توسيع مساحة الأروقة، كذلك فقد كان اقتراحه للقبة أعقد من المخططات السابقة بحيث شمل المخطط وللمرة الأولى على وضع أضلاع خارجية لدعم القبة، ومن ثم اقترح بأن يعلو القبة فانوس وهو ما تمّ لاحقًا إنما على شكل أكبر. ويمكن القول أن مخططات سانغالو كانت مزجًا موفقًا بين المخططين السابقين، ولم يكتفي فقط بالتخطيط بل باشر العمل، وقام بطم ثلاث أمتار جديدة لرفع مستوى الأرض؛ ثم وضع مخططًا جديدة للشكل العام، بحيث صمم أروقة متفرعة عن الرواق الأصلي وجعل أجنحة الكاتدرائية أكثر اتساعًا، ويعود لجهوده إنهاء تشييد القسم الأيسر بكامله من الكاتدرائية. عيّن البابا بولس الثالث (1534 - 1549) مايكل آنجلو رغم معارضته، مهندسًا للبناء في 1 يناير 1547 وقد بلغ العقد السابع من العمر؛ وبعد دراسات تخطيطية مستفيضة دامت خمس سنوات حول طريقة تنفيذ المخططات وإدخال بعض التعديلات عليها خصوصًا من ناحية الجدران المصليات الجانبية، شرع مايكل آنجلو بين عامي 1551 و‌1557 ببناء الجناح اليميني من الكاتدرائية، ونصب الأعمدة المركزية الأربعة كقاعدة للقبة الكبرى، وكان قد بدأ منذ نوفمبر 1546 ببناء نموذج خشبي للقبة الكبرى، فأتمه في عام 1560. القبة كما اقترحها آنجلو هي أعلى قبة بالعالم بارتفاع 136.5 متر (448.1 قدم)، وأما قطرها الداخلي مقياسه 41,47 م (136.1 قدم) لتكون أصغر بقليل من بعض قباب البانثيون المخصص لآلهة روما الوثنية، بيد أن قطرها أكبر بحوالي 9.1 متر (30 قدم) من آيا صوفيا في إسطنبول التي كانت أكبر قبة في زمانها وقد أنجزت عام 537، وكان تصميم كاتدرائية فلورنسا وقبتها المرتفعة الملهم الأساسي لآنجلو في تصميم قبة الكاتدرائية الأكبر في المسيحية.

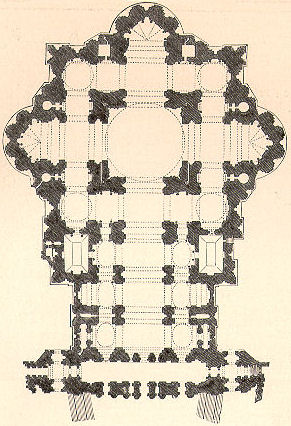
المخطط الثالث من وضع مايكل آنجلو لبناء الكاتدرائية، وهو تحسين لمخطط رافاييل.

كما تمّ خلال هذه الفترة تصميم المذبح البابوي على يد كارلو مديرنو، ويمكن القول بأن الطرف الشرقي بكامله يعود تصميمه لآنجلو. كان مخطط برامانتي يعتمد على المربعات في حين قام رافاييل بتحويل جزء من المربعات إلى أنصاف دوائر، وأخيرًا اقترح مايكل آنجلو تقنية ثالثة تقوم على دعم سطح الجدار بزوايا مختلفة، ودعمه أيضًا بمجموعة من الأعمدة الكورنثية على الطراز اليوناني بحيث تتحمل ضغط كتلة البناء لاسيّما قبته الكبرى؛ كذلك يعود له وضع فتح في القبة الكبرى بحيث يسمح بدخول الضوء من خلالها، لتكون بذلك كاتدرائية القديس بطرس مخالفة للكاتدرائيات القوطية التي تميزت بانعدام النور الخارجي والظلمة العامة، ما يساهم على الخشوع وفق آراء مهندسي الكنائس في القرون الوسطى. وقد لاقى هذا التجديد الهندسي الذي قدمه آنجلو بعضًا من الاعتراض، غير أن دعم البابا بولس الثالث وخليفته يوليوس الثالث (1549 - 1559) لآنجلو حال دون توقيف العمل، رغم أنه تباطئ في بعض المراحل بنتيجة توقف الأفران عن خبز حجارة البناء بسبب نقص المواد الأولية اللازمة.

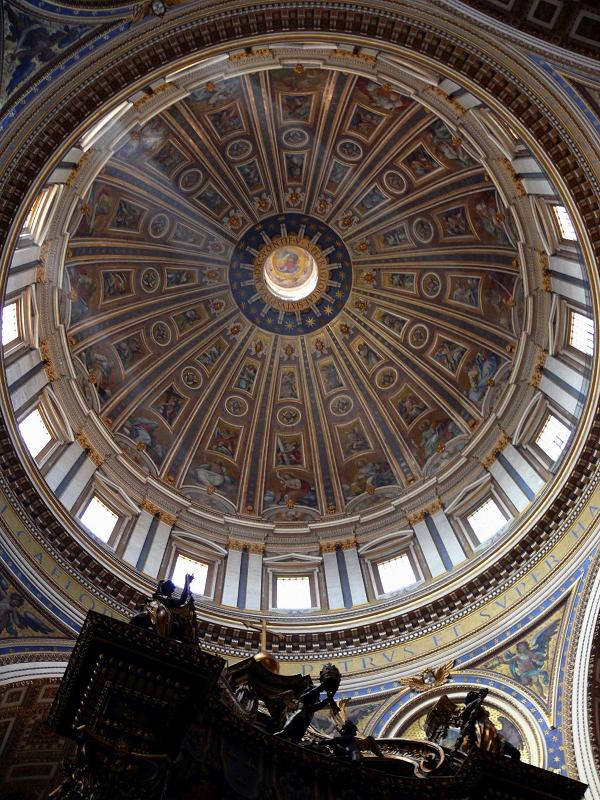
قبة كاتدرائية القديس بطرس.

إثر وفاة آنجلو عين بيوس الرابع (1559 - 1565) مهندس الكاتدرائيات جياكومو باروزي الشهير بفينولا مهندسًا للبناء، غير أن أي تطور يذكر لم يحصل في عهده ولا في عهد خليفته القديس بيوس الخامس (1566 - 1572) بسبب الحروب مع الدولة العثمانية من جهة، وتعثر إيجاد صيغة هندسية ملائمة لإشادة القبة الكبرى من جهة ثانية. وكذلك في عهد خليفتهما غريغوري الثالث عشر (1572 - 1585) والذي عين ديلا بورتا مهندسًا للكاتدرائية وفشل في إيجاد المعايير الهندسية الملائمة، ليترك الأمر للحث الفعال الذي قام به البابا سيكتوس الخامس (1585 - 1590) والمساعدة من المهندس دومنيكو فونتانا، بحيث تم الشروع في بناء القبة يوم 15 يوليو 1588، ووضع آخر حجر فيها يوم 14 مايو 1590، وقد رافق الحدث قرع أجراس جميع كنائس روما طوال النهار، وقد وضع في الحجر الأخير صندوقان رصاصيان، الأول يحوي على بقايا من الصليب الحقيقي الذي يؤمن المسيحيون أن يسوع قد مات عليه، والثانية تحوي على رفات القديس أندراوس، إلى جانب مداليات أخرى تحوي قربانًا. حول القبة كتب باللاتينية وبخطوط مذهبة بعرض 2 متر (6.6 قدم):
"Tv es Petrvs et svper hanc petram aedificabo ecclesiam meam et tibi dabo claves regni caelorvm"
والتي تعني بالعربية:
"أنت الصخرة وعلى هذه الصخرة سأبني كنيستي وأبواب الجحيم لن تقوى عليها".
المقتبسة من إنجيل متى 18/16، وهي الجملة التي قالها يسوع لبطرس، مفوضًا إياه زمام الكنيسة وفق المعتقدات الكاثوليكية؛ كذلك فقد كتب جملة ثانية:
"S. Petri gloriae sixtvs pp. v. a. m. d. xc. pontif. V."
"لمجد القديس بطرس، سكتوس الخامس، البابا، في عام 1590 وهي السنة الخامسة من حبريته".
في منتصف القرن الثامن عشر ظهرت تشققات في القبة، ولذلك تم تركيب سلاسل حديد بين مختلف أجزائها وذلك لتدعيم البناء، ويشير البعض إلى أن مايكل آنجلو كان قد وضع الفكرة في مخططاته لبناء الكاتدرائية، كما فعل برونليسكي في كاتدرائية فلورنسا؛ وفي 7 ديسمبر 2007 تم اكتشاف جزء من مخططات مايكل آنجلو حول بناء القبة حفظ في متحف الفاتيكان، ويعتبر هذا الرسم هامًا لمعرفة كيفية بناء القبة، إذ إن العديد من مخططات ورسومات آنجلو قد دمرت قبل وفاته أو خلال الحروب بين الدولة البابوية و‌نابليون الأول، وقد أظهر المخطط حسابات رياضية مفصلة ودقيقة حول ضغط البناء وقدرة التحمل وسواها من المعلومات التفصيلية.
وإلى جانب القبة الكبرى، يوجد قبتان أصغر حجمًا فوق المصلى الكلمنتي والمصلى الغريغوري داخل الكاتدرائية، وثمانية قباب أخرى صغيرة الحجم فوق المصليات الجانبية. يمكن الوصول لسطح الكاتدرائية عن طريق درج لولبي يقع بين صحن الكاتدرائية ورواقها، وقد وصف النقاد المنظر من سطح، بأنه إطلالة فريدة على الفاتيكان ومدينة روما.

### بناء الواجهة الخارجية وتدشين الكاتدرائية: أوربان الثامن

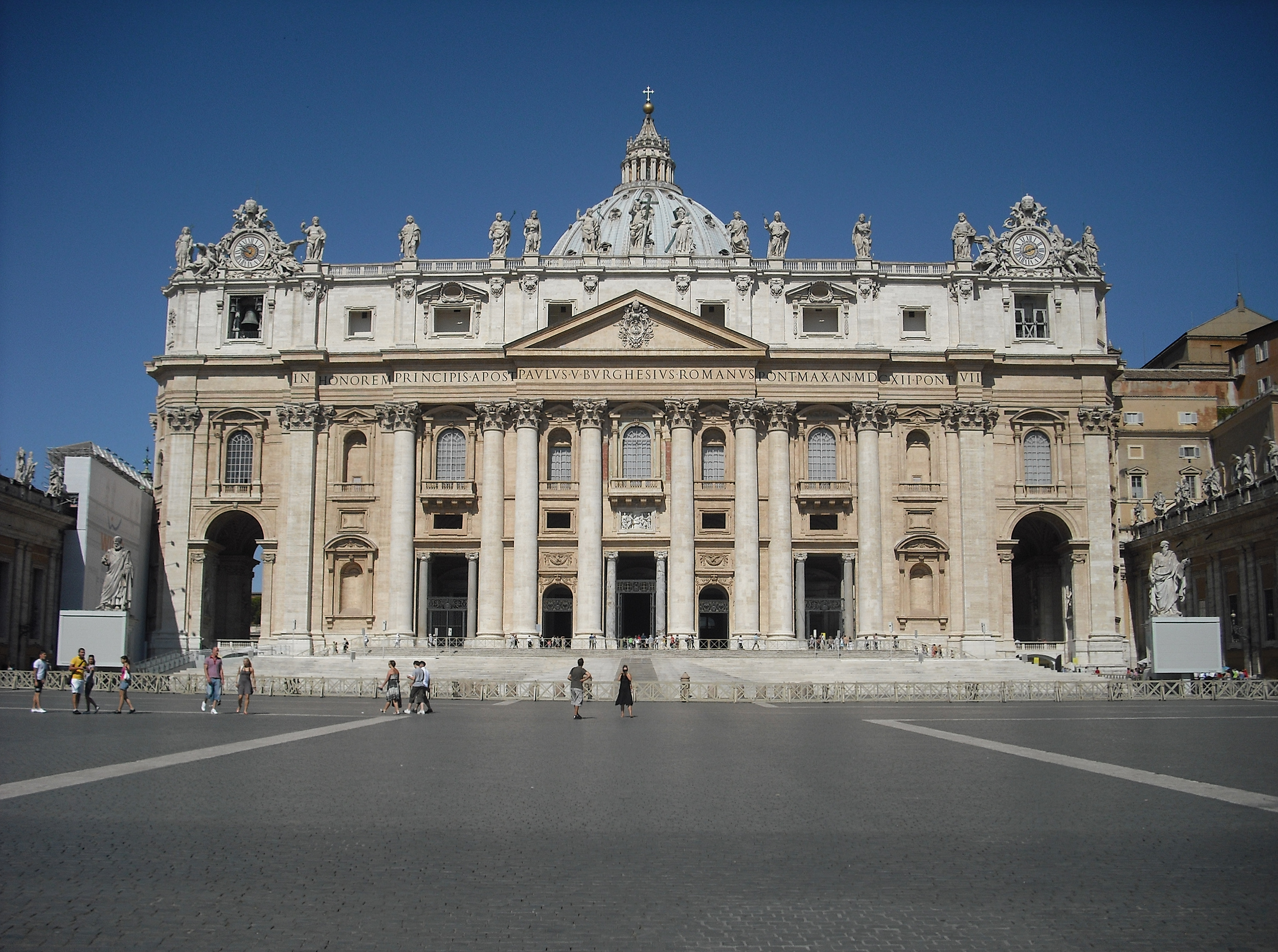
واجهة الكاتدرائية، من تصميم كارلو ماديرنو، يعلوها ثلاث عشر تمثال يتوسطهم تمثال يسوع، وقد أنجزت بين عامي 1607 و1614.

في اليوم الأول من الصوم الكبير 18 فبراير 1606، قام البابا بولس الخامس (1605 - 1621) بالموافقة على تفكيك الأجزاء المتبقية من الكنيسة القسطنطينية، حيث تم نقل الرخام المهدى من الإمبراطور قسطنطين ليستخدم لاحقًا في بناء صحن الكنيسة، ومن بين ما تمّ نقله، اثنين من الأعمدة التي نقش عليها رسوم لأسود، ومجموعة من النواويس والتوابيت لبابوات سابقين. كان كارلو مديرنو ومنذ عام 1602 يتولى إدارة المشروع بعد وفاة دومنيكو فونتانا، ومديرنو هو ابن شقيق فونتانا. خلال عملية الإصلاح المضاد، برز بشكل متكاثر أصوات داعية للعودة إلى الصليب اللاتيني بدلاً من الصليب الإغريقي، ووجد المعترضون أن الصليب الإغريقي ينتمي للعالم الدنيوي أكثر من انتماءه للعالم المسيحي، غير أن البابا بولس الخامس دعم المخطط القائم وأعطى أوامره في سبتمبر 1605 لتطويل الجناح بحيث يغدو شكل الصليب أكثر بروزًا، كذلك عمد ماديرنو إلى تطويل الجناح الشرقي من الكاتدرائية ليشكل مقدمة الصليب، ثم أنهى مع عدو وجود عوائق هندسية ذلك الصليب، حتى حدود الواجهة الحالية بمساعدة سبعمائة عامل. وفي 22 نوفمبر 1614 يمكن اعتبار الكاتدرائية وقد اكتمل بناءها وفق الشكل المتعارف عليه اليوم.
أما واجهة الكاتدرائية فقد بنيت بين عامي 1607 و‌1614 على يد لجنة مؤلفة من عشرة مهندسين معماريين في روما تحت إمرة كارلو ماديرنو، الذي قام بوضع مخطط الواجهة. الواجهة بارتفاع 114,69 متر (376.3 قدم) وعرض 45,55 متر (149.4 قدم) مبنية من الحجر الجيري والرخام، ويتموضع فيها سبعة أعمدة كورنثية عملاقة، وهي مؤلفة من ثلاث طوابق يعلو الطابق الثالث تمثالاً ليسوع حاملاً الصليب ويبارك المتواجدين في الساحة، وبقربه يوحنا المعمدان و‌أحد عشر تلميذًا من تلاميذ يسوع، وقد نقش على الواجهة باللغة اللاتينية وبحروف كبيرة:
"IN HONOREM PRINCIPIS APOST PAVLVS V BVRGHESIVS ROMANVS PONT MAX AN MDCXII PONT VII"
"بولس الخامس بروغس، الحبر الروماني الأعلى، في 1612 وهو العام السابع من حبريته، تكريمًا لأمير الرسل."

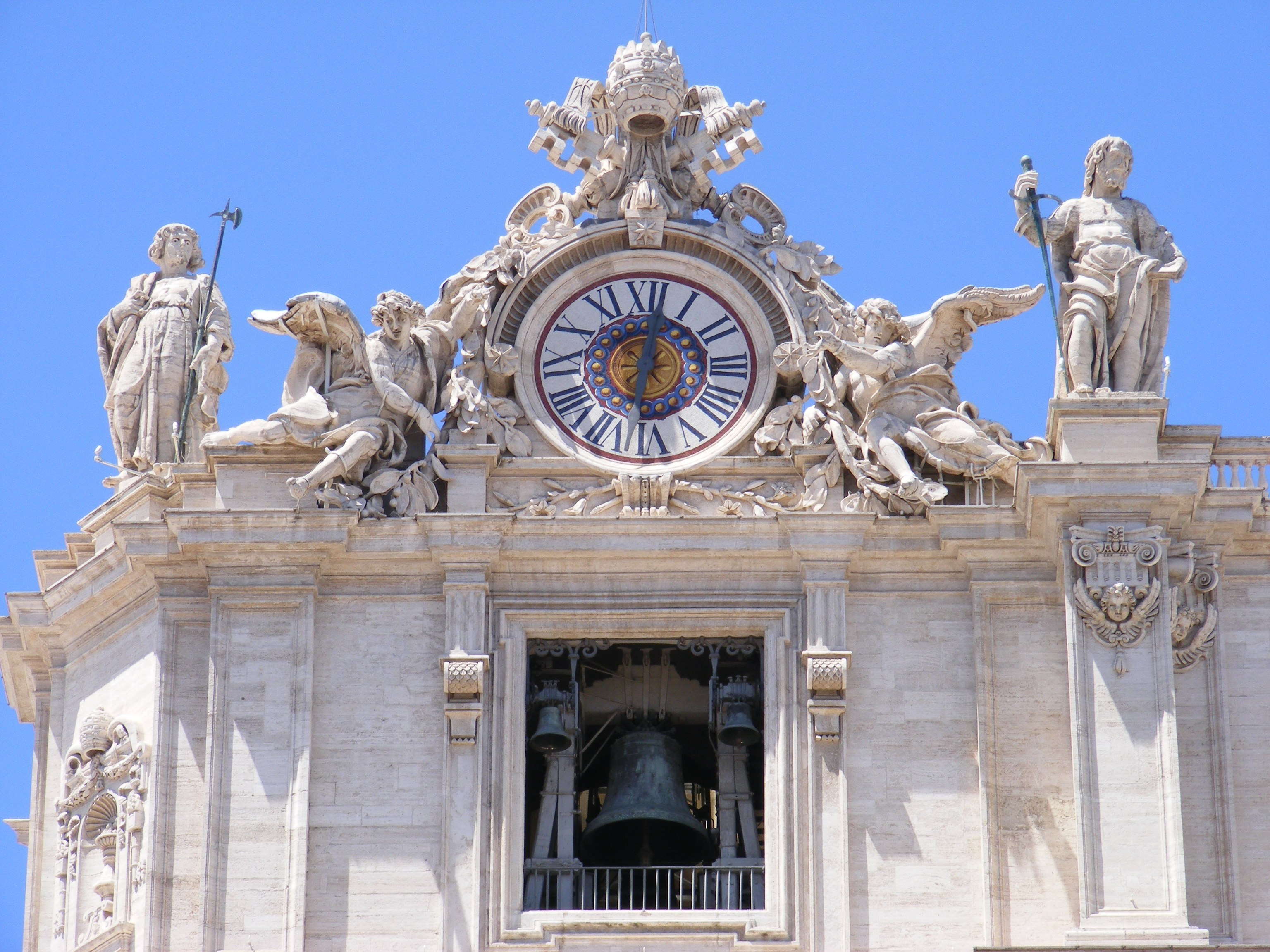
قوس الأجراس والساعة في طرف واجهة الكاتدرائية.

وصف بعض النقاد أن الواجهة تقل في مستواها الفني عن داخل الكاتدرائية، يعود ذلك حسب البعض بسبب الرغبة في الانتهاء من العمل بسرعة، بالإضافة إلى أن ماديرنو لم يكن يرغب في الخروج عن النمط المعماري لمايكل آنجلو، وسوى ذلك فإن التماثيل والأعمدة الكورنثية ثقيلة جدًا بحيث أن مستوى الأرض لا يستطيع احتمالها، بل إن الأبراج الجانبية التي كانت ضمن المخطط الأصلي للبناء استغني عنها، بعد أن اكتشف أن الأرض في تلك البقعة، ليست مستقرة بشكل كافي لتحمل الوزن؛ كما أن الواجهة القليلة الارتفاع تجعل من القبة أكثر وضوحًا وبروزًا. استعيض عن الأبراج ببرجين صغيرين في أقصى يمين ويسار واجهة الكاتدرائية، يحوي كل منهما على قوس أجراس وساعة، وقد تم تحويل الساعة للعمل على الكهرباء خلال حبرية البابا بيوس الحادي عشر.
تتصل الواجهة مع ساحة القديس بطرس بسلم عريض مصنوع من الرخام الأبيض، يقف عند قدميه تمثالان ضخمان للقديس بطرس و‌القديس بولس، أولهما من صنع جيوسيس دي فلبريس أما الآخر من صنع آداموا تاد وليني، وقد وضعا في مكانهما الحالي عام 1840. واجهة الكاتدرائية تتألف من ثلاث طبقات، الطبقة الأولى هي الطبقة الأرضية والطبقة الثانية تدعى «طبقة التبريكات»، فبحسب الأعراف البابوية، فإن البابا المنتخب الجديد يطل من شرفة الكاتدرائية المتوضعة في الطابق الثاني ليلقي تحيته على الجمهور في الساحة ويمنحهم بركته الأولى، وبنتيجة ذلك اشتقّ اسم الطابق. أما الطابق الثالث فهو سطح الكاتدرائية.
قام البابا أوربان الثامن في 18 نوفمبر 1626 بافتتاحها رسميًا، بعد أن انقضت السنوات السابقة في وضع الأعمال الفنية المختلفة داخلها، وقد تم التدشين في يوم تدشين الكنيسة القسطنطينية السابقة ذاته.

## محتويات الكاتدرائية

### المذبح البابوي ومظلة برنيني

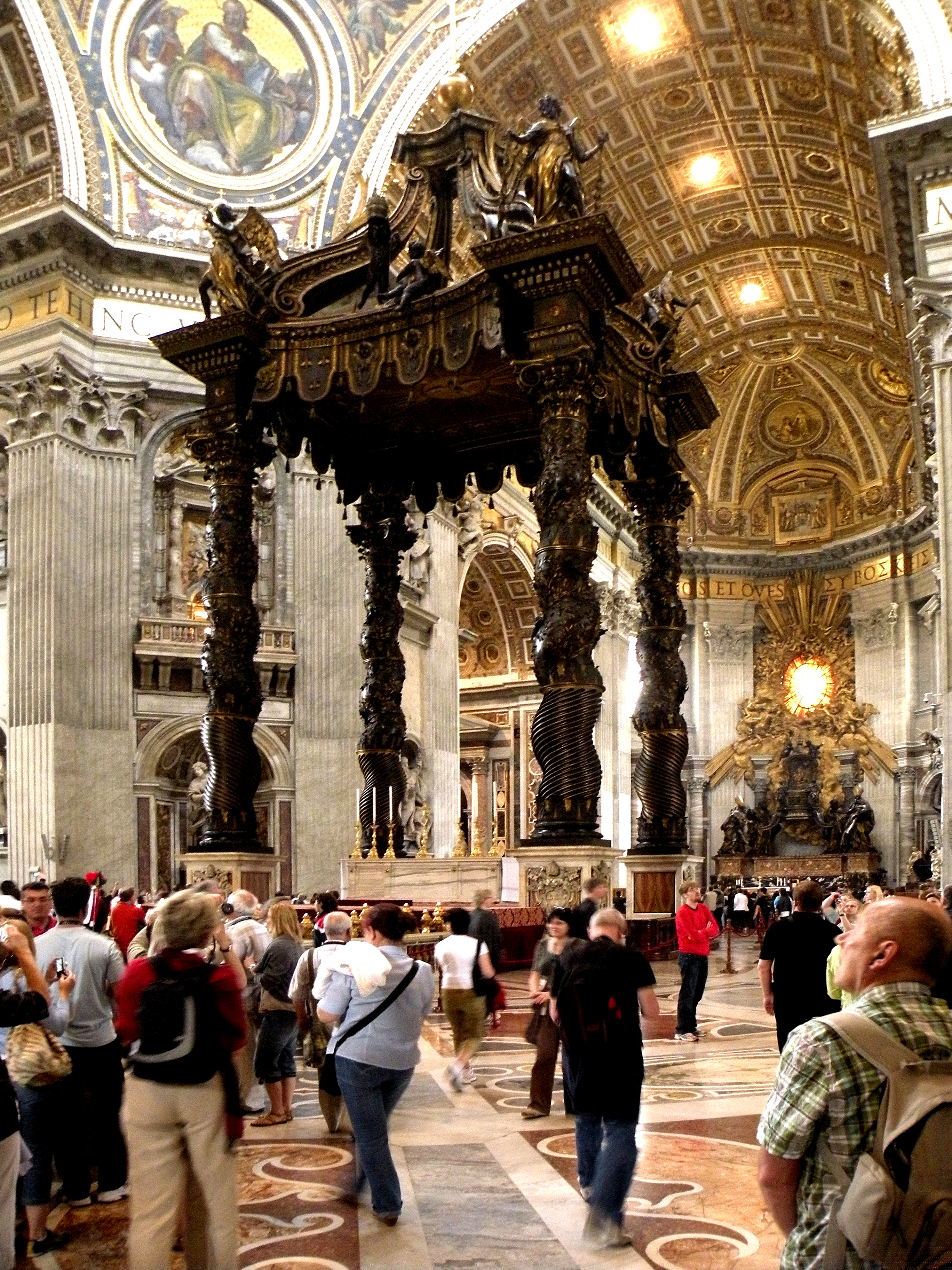
المذبح البابوي تعلوه مظلة برنيني.

يقع المذبح البابوي مباشرة فوق ضريح القديس بطرس، وهو يسمى باسم البابوي، لأن البابا فقط يحق له أن يترأس القداس الإلهي عليه طالما أن هناك بابا، وفي حال شغور المنصب الأول في الكنيسة الكاثوليكية يسمح بالاحتفال به من قبل عميد مجمع الكرادلة؛ ويدعى هذا المذبح أيضًا «مذبح الاعتراف» وذلك رمزًا للقديس بطرس الذي اعترف من خلال موته بالإيمان للعالم أجمع. عند أقدام المذبح البابوي تقع فسحة الاعتراف، وهي عبارة عن منطقة تحت مستوى أرض الكاتدرائية لا سقف لها ومحاطة بسور ذهبي عالي، تحوي المدخل نحو الضريح الأساسي للقديس بطرس، كما تحوي على كوة الثياب الكاردينالية، حيث تحفظ فيها الأردية الحمراء والأرجوانية التي يمنحها البابا للأساقفة والبطاركة كدلالة على الرابط بينهم وبين البابا خليفة بطرس حسب المعتقدات الكاثوليكية. هذه الفسحة يعود بنائها للقرن الثاني أي أنها للفترة ذاتها التي ذكر بها غايوس الضريح المجيد الذي يكرمه المسيحيون في روما، وهي تحوي أيضًا على خمس وتسعين قنديل زيتي دائم الاشتعال، يرمز إلى علاقة الكنيسة بالبابا، ويتم تجديد القناديل في 2 فبراير من كل عام، وهو عيد دخول يسوع إلى الهيكل.
فوق المذبح البابوي تقوم مظلة برنيني، المسماة على اسم صانعها. المظلة عبارة عن أربع أعمدة لولبية هي رمز للإنجليين الأربعة تعلوها قبّة متطاولة يعلوها صليب؛ وفي نهاية كل عمود هناك تمثال لملاك ويبلغ ارتفاع كل عمود 20 مترًا، وقد تم وضع الأعمدة الأربعة على أربع منصات حجرية تحوي شعار البابوية بشكل نافر. مظلة برنيني تنتمي للفن الباروكي، وقد بدأ العمل بها بناءً على طلب البابا أوربان الثامن عام 1623 ودشنها رسميًا في 29 يونيو 1635 وهو اليوم الذي تحتفل به الكنيسة الكاثوليكية بعيد القديس بطرس و‌القديس بولس. استوحى برنيني فكرة الأعمدة الملتوية من الأعمدة التي كان قد جلبها قسطنطين الأول من اليونان إلى روما عندما شيّد الكنيسة القسطنطينية، وقد كساها بمجموعة من الزخارف التي تطابق ما جاء في سفر الملوك الأول لتصميم الهيكل اليهودي في القدس؛ وإلى جانب الخشب فقد أدخل البرونز والذهب في بناء المظلة، وساهم مع برنيني عدد من النحاتين في زخرفتها.
يقع المذبح البابوي في منطقة التقاء ذراعي الصليب في فسحة تشبه الدائرة يعلوه مباشرة القبة وتحيطه الأعمدة الأربعة التي تشكل أساسها، وقد زيّنت هذه الأعمدة الأربعة العريضة، بمجموعة الشرفات والزخرفات وفي نهاية كل عمود أيقونة تظهر أحد الإنجيليين الأربعة، كما وضع في كوّة محفورة داخل كل عامود تمثال: الأول للقديسة هيلانة تحتضن الصليب الحقيقي من تصميم آندريا بولجي، والثاني تمثال للقديس لونجيوس وهو قائد المئة الروماني الذي آمن بيسوع بعد أن سال الدم والماء من جنبه في أعقاب طعن إياه بالحربة للتأكد من موته على الصليب كما هو مذكور في إنجيل يوحنا، ويظهر التثمال القديس لونجيوس ممسكًا بالحربة، وهو من صنع برنيني عام 1639؛ وتمثال للقديس إندراوس شقيق القديس بطرس، وبحسب التاريخ الكنسي فإن إندراوس قد صلب بشكل حرف X، ولذلك يظهر التمثال إندراوس ممسكًا بصليبه، وهو من تصميم فرانسيسكو دكيوسوني؛ أما التمثال الرابع فهو للقديسة فيرونيكا التي مسحت وجه يسوع بمنديلها عندما كان حاملاً صليبه تجاه الجلجثة، وبنتيجة الدم والعرق من وجه يسوع تشكلت على المنديل ما يشبه رسم صورته، والتمثال من تصميم فرانسيسكو موشي. وقد وضعت هذه التماثيل في تجاويف داخل الجدار، وبالقرب من نهاية الرواق، يتموضع تمثال ضخم للقديس بطرس، من تصميم مايكل آنجلو. تحوي كل شرفة على مذبح على اسم التمثال الموضوع أسفل العمود، ويقام القداس الإلهي على هذا المذبح في يوم عيد شفيع المذبح، كما أنه وبحسب تقاليد الكاتدرائية، فإنه خلال الصوم الكبير يتم قراءة الكتاب المقدس من الشرفة التي تعلو تمثالاً معينًا، على سبيل المثال فإن الإنجيل في الأحد الخامس من الصوم يقرأ من الشرفة التي تعلو تمثال القديسة فيرونيكا.

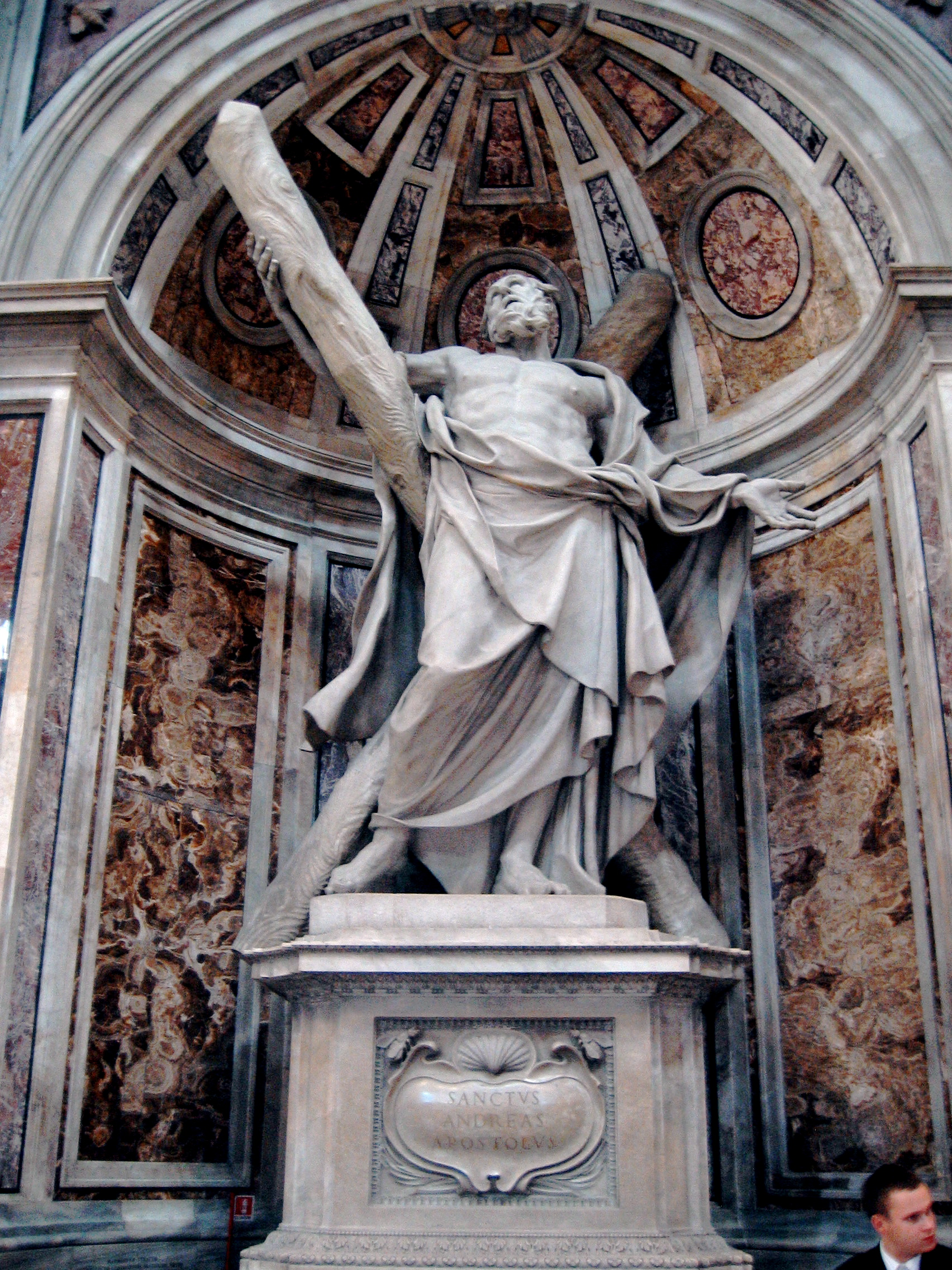
القديس إندراوس.
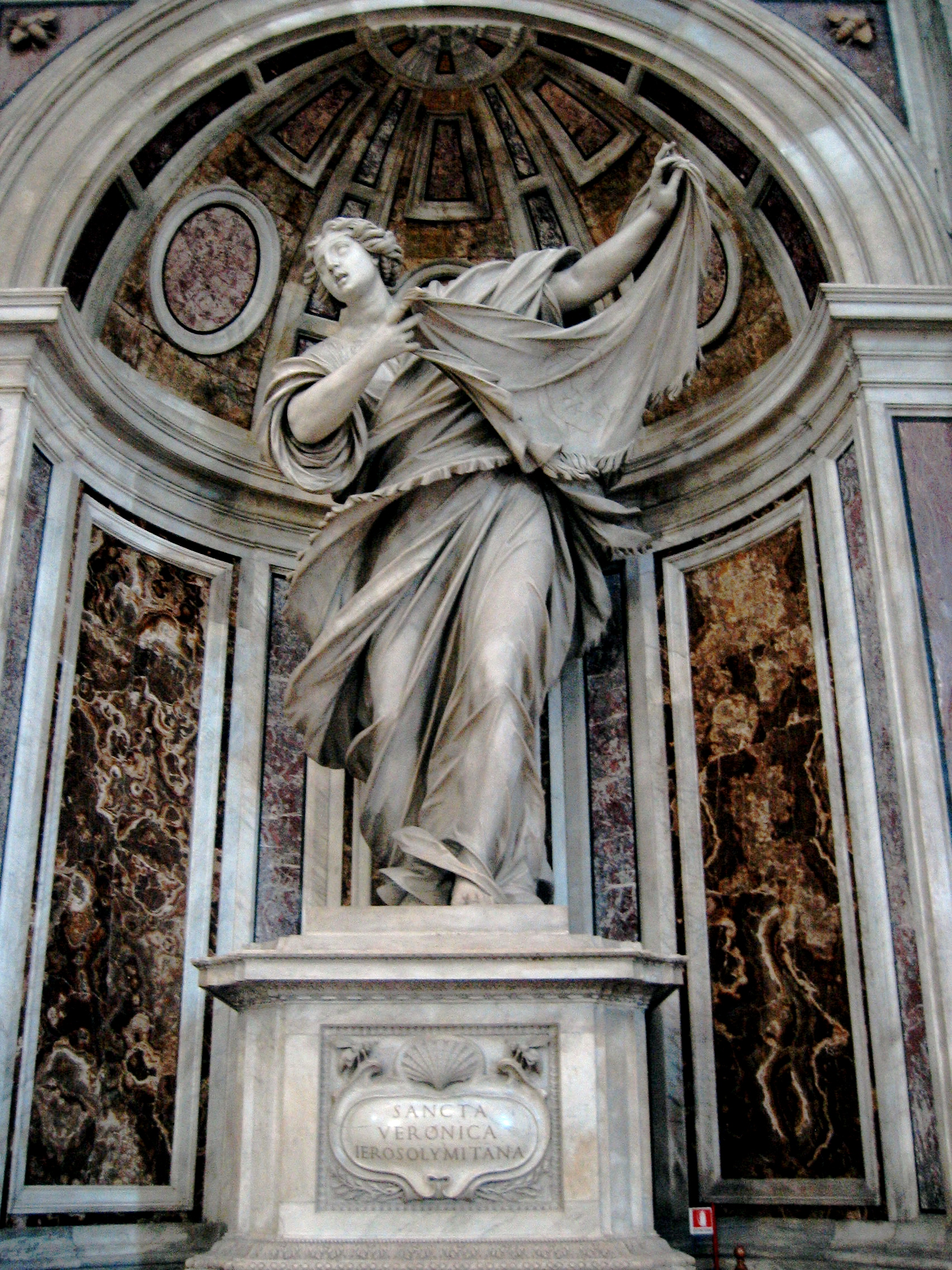
القديسة فيرونيكا.
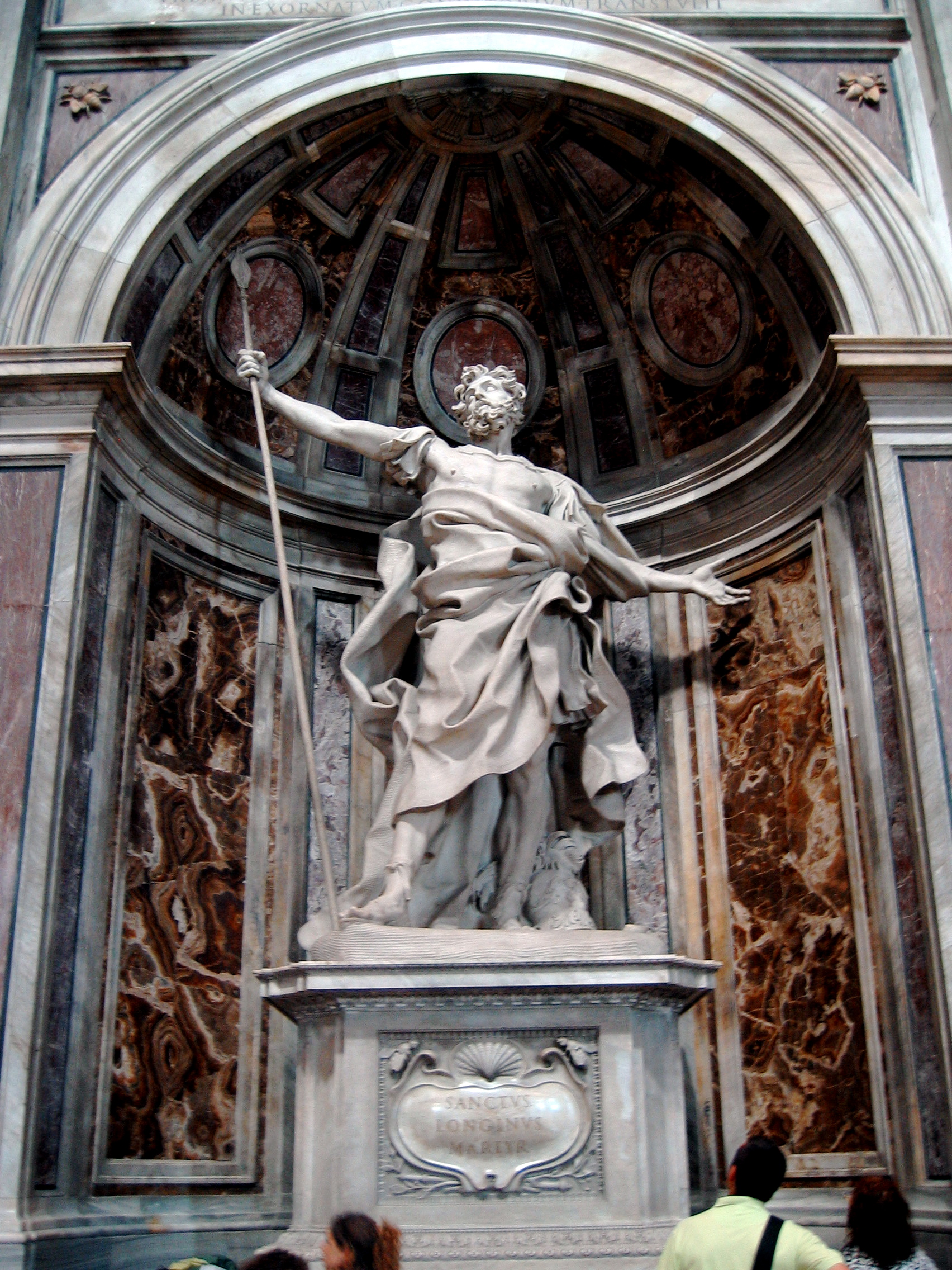
القديس لونيجنوس.
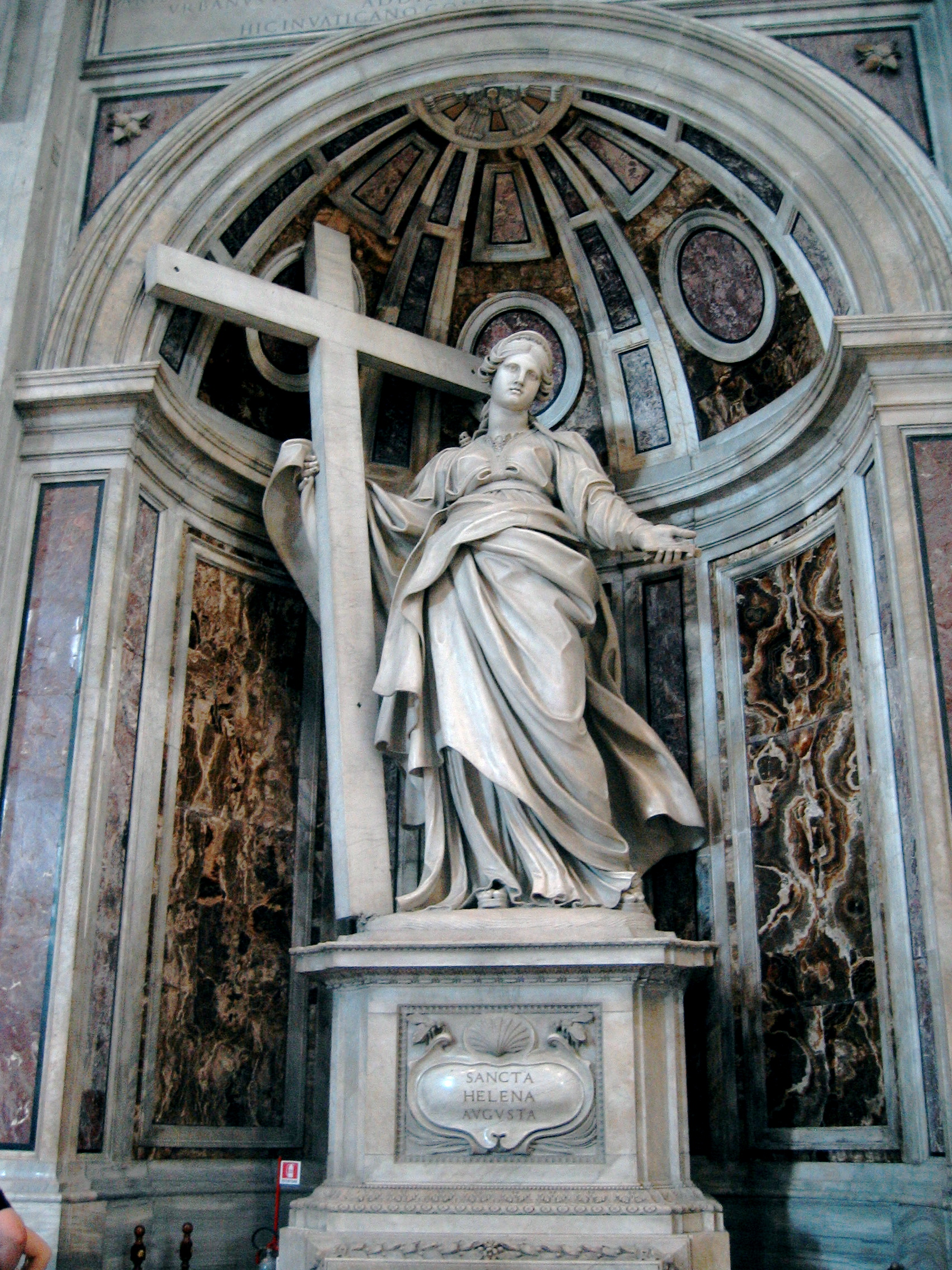
القديسة هيلانة.

على الجانب الخلفي من كل عمود، يوجد مذبحان، فخلف العمود الذي يحوي تمثال القديسة فيرونيكا، يوجد مذبح «القديس بطرس يشفي المشلول» كما هو مذكور في سفر أعمال الرسل ومذبح «القلب الأقدس»، وخلف العمود الذي يحوي تمثال القديسة هيلانة يوجد مذبح «البخور» ومذبح آخر على اسم القديس بطرس، أما مذبح «القديس باسيل» ومذبح «القديس جيروم» يقعان خلف عمود القديس لونجينوس، وأخيرًا مذبح «الشمعدان» ومذبح «تجلي الرب» خلف عمود القديس أندراوس. مذبح تجلي الرب يحوي على رفات البابا بيوس العاشر، كما يضم رسمًا فسيفسائيًا من صنع بييترو كانونيكا للبابا يوحنا الثالث والعشرون تكريمًا له. وفي المنطقة التي تقع فاصلة بين صحن الكنيسة ورواقها، يوجد تمثال من البرونز للقديس بطرس ويده بوضعية منح البركة. كان الاعتقاد السائد في الماضي، أن التمثال من أعمال القرن الخامس، ولكنه وبعد دراسات مستفيضة تبين أن التمثال من صنع آرنو لغودي كاميو في القرن الثالث عشر، وخلال العصور الوسطى، كان الحجاج إلى روما يقبلون قدمي التمثال كنوع من أنواع التقى والورع.

### كرسي القديس بطرس ومذبح صدر الكنيسة

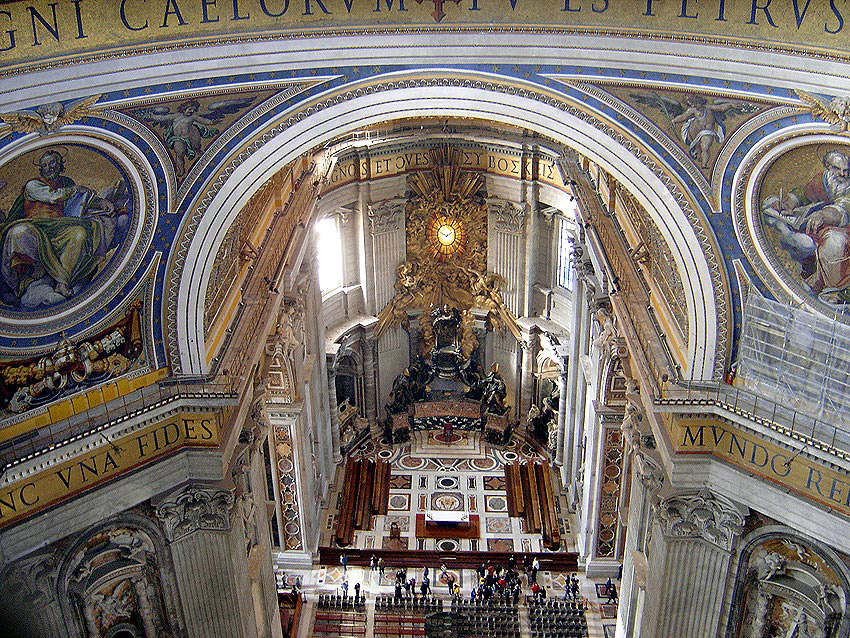
صورة علوية لمنطقة صدر الكنيسة (الحنية) وعرش القديس بطرس.

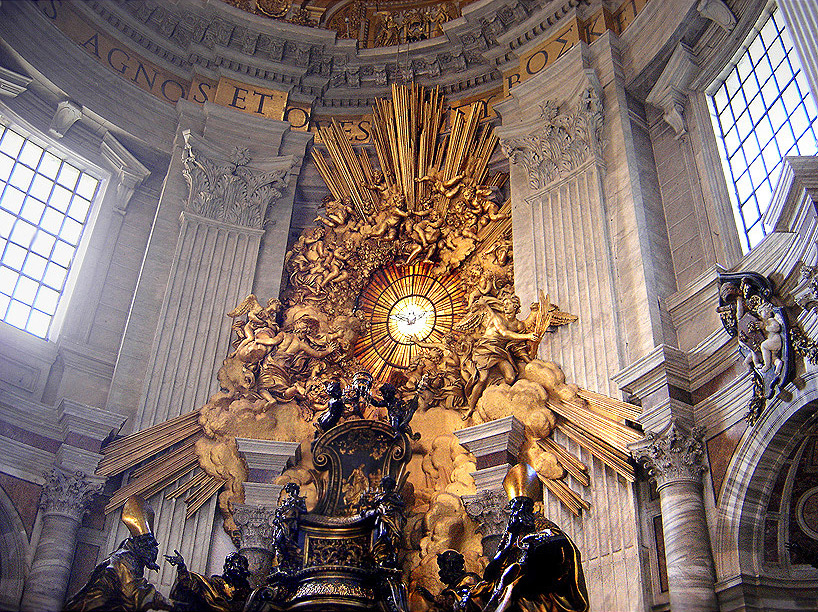
صورة تفصيلية لكرسي القديس بطرس من تصميم برنيني.

بأمر من البابا ألكسندر السابع شرع برنيني بإنشاء كرسي القديس بطرس والتي تترجم أيضًا «عرش القديس بطرس»، كان الاعتقاد السائد في الماضي أن الكرسي التي تحويها المنحوتة هي الكرسي التي جلس عليها القديس بطرس في روما، ومن ثم تبين خلال دراسات أجرت خلال حبرية البابا بيوس الثاني عشر أن الكرسي القديمة تعود للقرن الثاني عشر، عمومًا فإن البابا ألكسندر السابع قرر من خلال الطلب بصناعة هذه المنحوتة الإشارة إلى الرابط بين البابوات والقديس بطرس، بوصفهم خلفاءه. وقد صنع العرش من البرونز والذهب وهو محمول على أربع تماثيل ضخمة تمثل أربعة من القديسين الذين منحوا رتبة «ملفان» أي معلم في الكنيسة الكاثوليكية ووفق عقائدها. التماثيل هي للقديس أمبروسيوس و‌القديس أوغسطين ويمثلون الكنيسة اللاتينية و‌القديس أثناسيوس والقديس يوحنا الذهبي الفم ويمثلون الكنيسة اليونانية كرمز على وحدة الكنيسة. أعلى العرش، يوجد لوحة زجاجية تمثل طائر الحمام وهو رمز للروح القدس حسب العهد الجديد، وتسمح اللوحة الزجاجية بدخول النور عن طريقها حتى نهاية الكاتدرائية، كذلك فقد وضع في زاويتي صدر الكاتدرائية تمثالان عن اليسار للبابا بولس الثالث وعن اليمين للبابا أوربان الثامن، وقد كتب على إفريز البناء باللاتينية و‌اليونانية بخط مذهب وبعرض مترين:

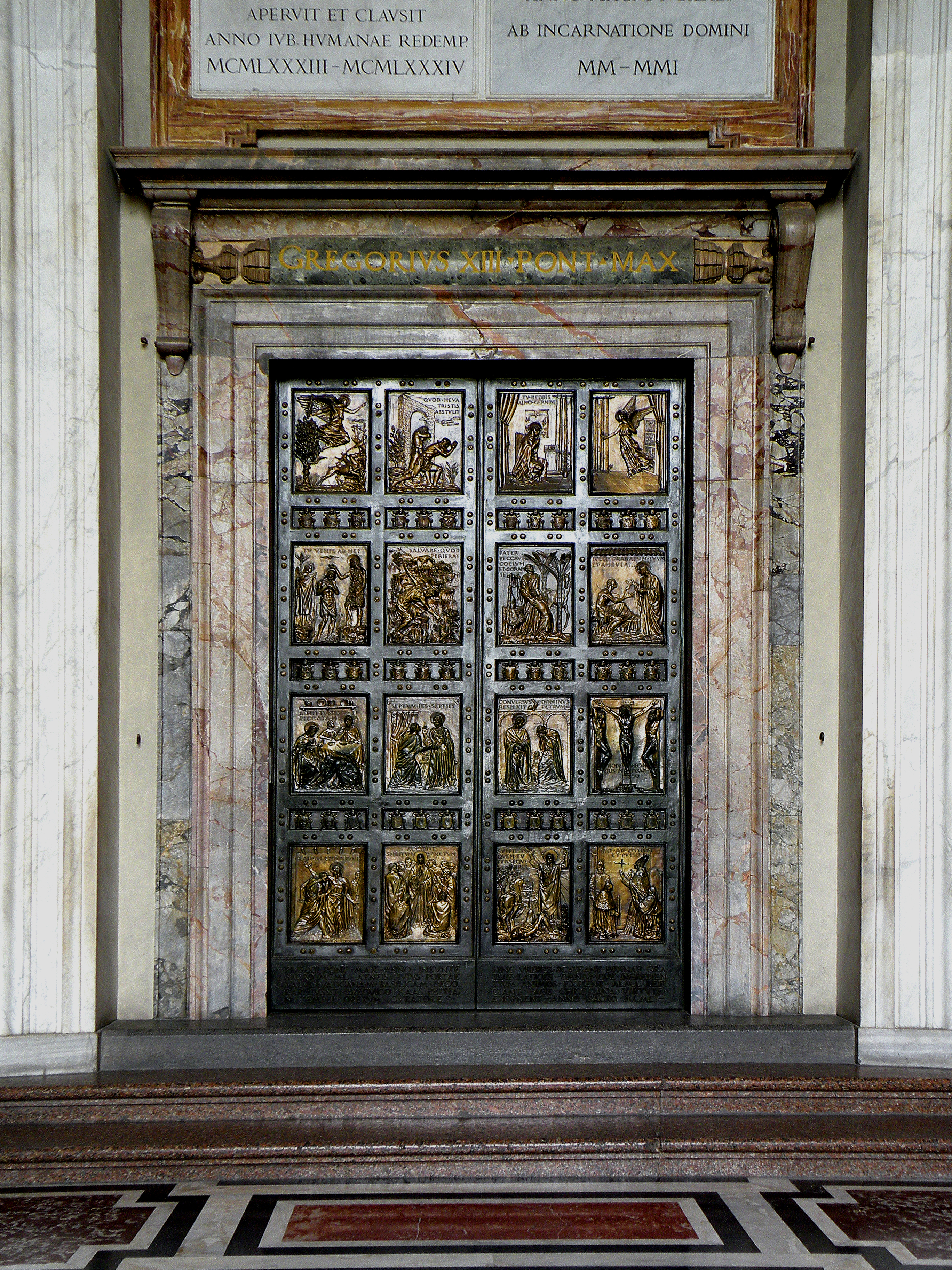
"الباب اليوبيلي": يفتحه ويغلقه البابا شخصيًا في السنوات اليوبيلية.

O Pastor Ecclesiae, tu omnes Christi pascis agnos et oves والتي تعني بالعربية: يا راعي الكنيسة، لقد أطعمت جميع حملان المسيح وخرافه. وهي بمثابة صلة على الفصل الحادي والعشرين من إنجيل يوحنا حيث يطلب يسوع من القديس بطرس أن يرعى خرافه، وهي الصورة التي تتكرر في الإناجيل لوصف جماعة المسيحيين. سائر جدار مذبح صدر الكاتدرائية والتي تسمى بحسب المصطلحات الكنسية «الحنية»، هو من الرخام الأحمر اللون وقد نقش على بعضها، رسومًا تمثل القديس بطرس يتسلم مفاتيح الأرض والسماء من يسوع كما جاء في إنجيل متى، قطع رأس القديس بولس، وفق التقاليد الشفهية للكنيسة الكاثوليكية. وحسب العادة، عندما لا يترأس البابا القداس في الكاتدرائية، يقام الاحتفال في مذبح صدر الكنيسة، كما حصل خلال زيارة بشارة بطرس الراعي، البطريرك الماروني إلى الفاتيكان عام 2011. كما أن قداسًا خاصًا يقام في 22 فبراير كل عام، على هذا المذبح، لكونها مناسبة تأسيس كنيسة روما وفق تقويم الأعياد الدينية في الكنيسة الرومانية الكاثوليكية.
دشن البابا هذا العرش خلال الاحتفال بيوبيل 16 يناير 1666.

### أبواب الكاتدرائية
للكاتدرائية خمس أبواب رئيسية، الباب الرئيسي يقع في الوسط وهو من تصميم أنطونيو فيلاريتي عام 1455، وقد صنع للكنيسة القسطنطينية وعندما بنيت الكاتدرائية الحالية استخدم على بوابتها الرئيسي، مع بعض التعديلات ليناسب الحجم الجديد. وهو بكامله من البرونز يحوي على مجموعة من الرسوم والنقوش رممت خلال القرن السابع عشر أبرزها نقش لسفينة كدلالة على الكنيسة. عند الولوج من الباب الرئيسي هناك مصطبة عريضة يتموضع في نهاية طرفها اليساري تمثال للإمبراطور قسطنطين وفي نهاية طرفها اليميني تمثال للإمبراطور شارلمان، في حين تتموضع في الصدر أربع أبواب أخرى اثنان منهما يفتحان للمناسبات العامة يدعيان «باب الخير والشر» والذي وضع في مكانه الحالي حديثًا خلال عهد بولس السادس وهو من تصميم لوقا مينوجوزي، وسبب التسمية تعود لكون النقوش على الباب تظهر في قسمها اليميني مجموعة من الأعمال الخيّرة أما على قسمه اليساري عكسها تمامًا. وبقربه يقع الباب الثالث وهو «باب الأسرار» وهو غالبًا ما يظل مفتوحًا خلال النهار للسواح الراغبين بزيارة الكاتدرائية، وسبب التسمية تعود لأنه قد نقش عليه رسوم تمثل الأسرار السبعة. الباب الرابع يدعى «باب الموتى» من تصميم جياكومو مانزا، ويقع إلى أقصى يسار الكاتدرائية، وسبب التسمية يعود إلى أن البابا لا يفتح إلا عند وفاة البابا، فعندما يعلن موت البابا، تغلق الأبواب الأربع الأخرى، ويدخل البابا المسجى من باب الموتى وكذلك يلحق الكرادلة وجموع المشاركين في التأبين، ويظلّ باب الموتى هو الباب المفتوح حتى انتخاب البابا الجديد. والباب الحالي صمم خلال عهد بيوس الثاني عشر عام 1950. أما الباب الخامس والذي يقع إلى أقصى يمين الكاتدرائية، يدعى «الباب المقدس» وهو أيضًا من تصميم جياكومو مانزا في القرن العشرين، يعود سبب التسمية إلى أن البابا شخصيًا هو من يفتحه ويغلقه في بداية ونهاية «السنة اليوبيلية». فكرة اليوبيل قادمة من العهد القديم وهي بالتالي مشتركة مع الديانة اليهودية، وتشير الفكرة إلى بداية عصر حديد في توقيت معين، كان أول يوبيل أعلن عنه عام1300، وأخذ يحتفل باليوبيل بداية كل قرن، ومع تطور الزمن احتفل به كل خمسين عامًا وحاليًا كل خمس وعشرين عامًا إلى جانب بعض المناسبات الهامة كما يعلنها البابا. آخر ثلاث مرات أعلن فيهما يوبيل في الفاتيكان كانوا، عام 1975 على يد البابا بولس السادس وعام 1983 على يد البابا يوحنا بولس الثاني وعام 2000 على يد البابا يوحنا بولس الثاني أيضًا، وهو ما دعي «اليوبيل الكبير»، وفي كل مرة يفتح بها الباب الخاص لمناسبة اليوبيل أو يغلق ينقش على الإطار أعلاه باللغة اللاتينية تخليدًا للحدث، كمثال على ذلك:
| IOANNES PAVLVS II P.M. ITERVM PORTAM SANCTAM APERVIT ET CLAVSIT ANNO MAGNI IVBILAEI AB INCARNATIONE DOMINI MM-MMI |  | PAVLVS VI PONT MAX HVIVS PATRIARCALIS VATICANAE BASILICAE PORTAM SANCTAM APERVIT ET CLAVSIT ANNO IVBILAEI MCMLXXV |  |

| يوحنا بولس الثاني، الحبر الروماني، فتح مرة أخرى وأغلق الباب المقدس، في سنة اليوبيل الكبير، من تجسد المعلم، 2000 - 2001. |  | افتتح بولس السادس، الحبر الروماني، وأغلق الباب المقدس في كاتدرائية الفاتيكان البابوية، في سنة اليوبيل لعام 1975. |  |

### رواق الكاتدرائية والمصليات الجانبية

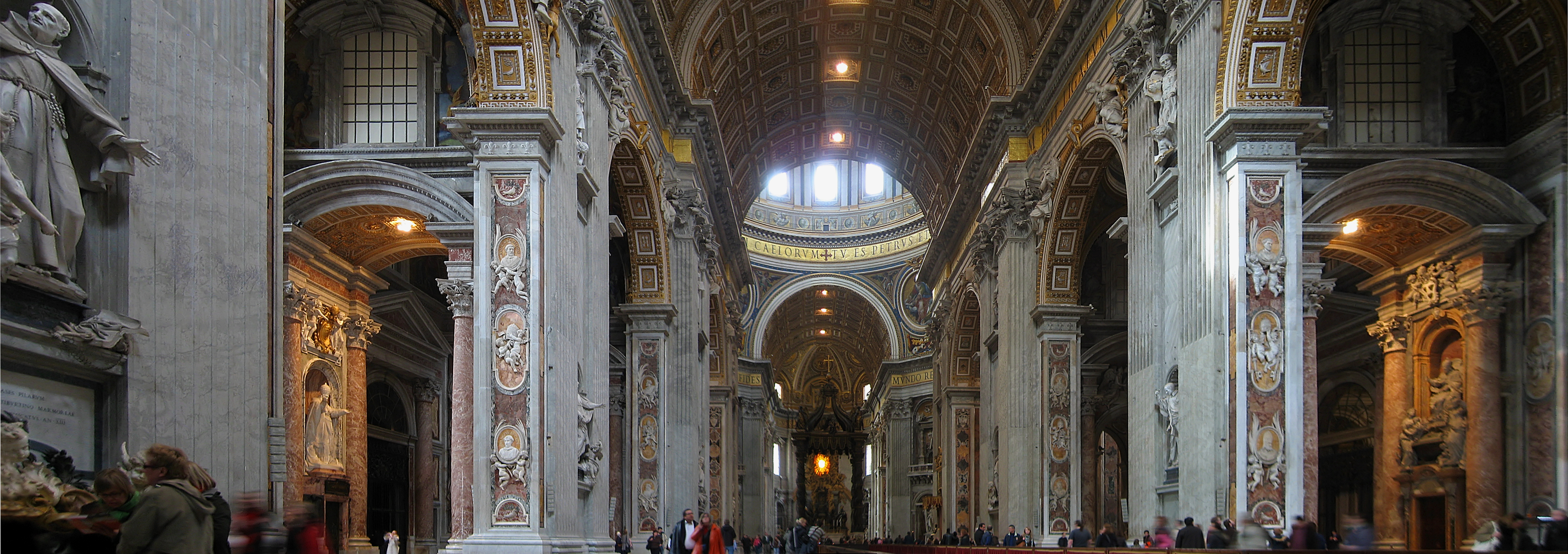
صورة بانورامية، تظهر الرواق الرئيسي والرواقان اليساري واليميني.

يتفرع من الرواق الرئيسي للكاتدرائية، رواقان عن اليمين وعن اليسار، بواسطة أعمدة مزخرفة وتحوي تماثيل لقديسين. ويتفرع عن كل رواق جانبي مجموعة من المصليّات الجانبية. على الناحية اليمنى يقع أولاً مصلى العذراء الباكية، وهو يشمل واحدًا من أشهر أعمال مايكل آنجلو «العذراء الباكية»، وقد أتمّ هذا العمل عام 1500 ويمثل المرحلة الثالثة عشر من «درب الصليب» أي جثة يسوع وقد أنزلت عن الصليب ووضعت في حضن مريم العذراء. وبالقرب من مصلى العذراء الباكية يوجد ضريحي البابا ليو الثاني عشر والملكة كريستينا السويدية؛ أما المصلى الثاني من الرواق اليميني فهو مذبح القديس سباستيان شفيع الشمال الإسباني. وهو يحوي تمثالاً ليسوع المصلوب من صنع كالفيني يعود للقرن الثالث عشر، ويقع بقربه تمثالان للبابا بيوس الثاني عشر والبابا بيوس الحادي عشر من صنع فرانشيسكو ناني وفرانشيسكو ميسينا بطلب من البابا بولس السادس. ويقع على القرب من مصلى القديس سباستيان أيضًا ضريح البابا إينوسنت الثاني عشر والكونتيسة ماتيلدا. أما المصلى الثالث من اليمين، فهو «مصلى القربان الأقدس» أكبر المصليات الجانبية وأغناها زخرفة وتحفًا، إذ إن السياج الخاص بالمصلى من تصميم بوروميني أما برنيني فقد صنع عام 1674 المظلة التي تلعو المذبح من البرونز وبقربها ملاكان جاثيان.
في غير الأوقات الاحتفالية، يجري القداس الإلهي يوميًا في هذا المصلى، كما أنه وبحسب التقاليد البابوية، فإنه عند وفاة البابا يعرض جثمانة ثلاث أيام في هذا المصلّى، قبل الجنازة. أما رابع المصليات المتفرعة عن الررواق اليمني هو «المصلى الغريغوري» الدائري الشكل، وقد سمي بهذا الاسم لأنه بني بطلب من البابا غريغوري الثالث عشر عام 1585 على يد جياكومو ديلا بورتا، وهو يحوي على مذبح «مريم ذات العناية الأبدية»، ويحوي أضرحة الباباوات غريغوري الثالث عشر وغريغوري الرابع عشر وغريغوري السادس عشر. بعد المصلى الغريغوري ينفتح البناء على الجناح الأيمن لصحن الكاتدرائية، حيث يجلس الكرادلة في المناسبات الاحتفالية، وهو يحوي ضريح البابا بندكت الرابع عشر وثلاث مذابح مكرسة على الترتيب للقديس وينسلانس والقديس إيراسموس والقديسين بروكيوس ومارتين، وقد عقدت في هذه المنطقة فعاليات المجمع الفاتيكاني الأول. وفي نهاية الجناح الأيمن، في الفسحة الدائرة التي تقع بين المذبح البابوي، وكرسي القديس بطرس، يقوم «مذبح القوس» من تصميم مايكل آنجلو، ومذبح القديسة بيترونيلا، كما يوجد ضريحي كلمنت العاشر وكلمنت الثالث عشر.

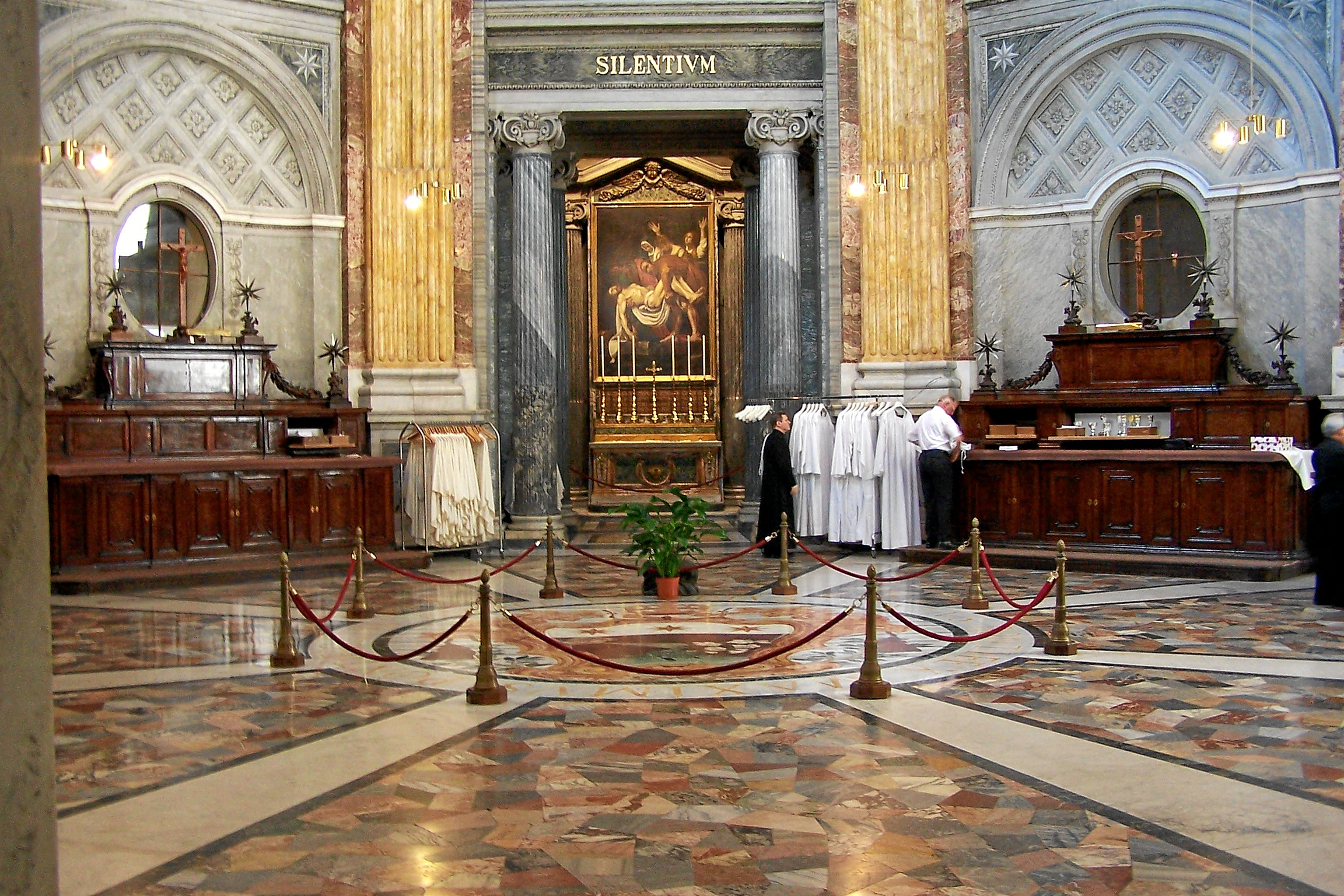
"السكرستيا": غرفة الملابس والآواني المستعملة الطقوس.

بالانتقال إلى الرواق اليساري، يتفرع عنه أولاً «مصلّى المعمودية»، وهو يحوي جرن للمعمودية هو في الواقع تابوت أثري من الحجر الأحمر، والمصلى من تصميم كارلو فونتانا ويحوي عددًا من الأيقونات الشهيرة «كعمادة المسيح» و«القديسين بروكيوس ومارتين»، ويحتفل البابا عادة في هذا المصلى بالعماد في الكاتدرائية. ويقع بقرب المصلّى ضريح ماريا سوبيكا وضريح ستورايت. المصلى الثاني هو «مصلى تقدمة العذراء للهيكل»، ويليه «مصلى المرتلين» أو «مصلى الحبل بلا دنس»، يليه ضريح إينوسنت الثاني عشر وليون الحادي عشر، ثم «المصلّى الكلمنتي» المنسوب اسمه للبابا كلمنت الحادي عشر الذي طلب بناءه، ويقع بقربه ضريح الباب بيوس الثامن، ومن بعده ينفتح الرواق على الجناح الأيسر من صحن الكاتدرائية، وهو يحوي كالجناح الأيمن، ثلاث مذابح مكرسة للقديس يوسف و‌القديس توما وذكرى صلب القديس بطرس. أما في الفسحى اليسرى الواقعة بين المذبح البابوي وكرسي القديس بطرس، يقع «مصلى العمود» وبقربه مذبح مكرس للقديس ليون الكبير وضريحي البابا ألكسندر السابع وألكسندر الثامن.
تجدر الإشارة، أن كل مصلى في الرواق الأيسر يناظر مصلّى في الرواق الأيمن، فالمصلّى الغريغوري مثلاً يقابل المصلّى الكلمنتي. إلى الخلف من المصلّى الكلمنتي، يمكن الولوج إلى السكرستيّا أي الغرفة التي تحفظ فيها الثياب والأواني التي يستعملها الكهنة خلال الطقوس، ويتفرع منها أربع قاعات، الأولى لحفظ الملابس للأزمنة الطقسية المختلفة والتي يستعملها البابا و‌الكرادلة؛ والثانية هي المحتف البطرسي أو التاريخي، والثالثة هي قاعة لقاء البابا بالكرادلة والشمامسة قبل الولوج إلى الكاتدرائية، والأخيرة تحوي ملابس الجوقة والشمامسة وسواهم.

### سرداب الكاتدرائية والمتحف البطرسي
بدأ إنشاء السرداب الذي يقع تحت الكاتدرائية في عهد البابا غريغوري الثالث عشر واكتمل في عهد البابا كلمنت الثامن عام 1592 ويعرف أيضًا باسم "التلال الحدائقية الصغيرة، ويتألف السرداب من باحة وردهات جانبية، ويتفرع عنه مجموعة من الأقبية تستخدم لحفظ بعض الأمور المستخدمة في الطقوس الدينية كالشموع في القداس الإلهي أو النبيذ. يبدأ السرداب من المصلى الغريغوري والمصلى الكلمنتي، داخل الكاتدرائية، ويتابع تحت الأرض حتى نهاية الكاتدرائية. وهو يحوي اليوم أيضًا، الأضرحة الأثرية والرسوم الجدارية الجصية وأعمال الموزاييك والمذابح والتوابيت الحجرية للبابوات والكرادلة الذين دفنوا في الكنيسة القسطنطينية. وقد دفن منذ افتتاح الكاتدرائية في القرن السابع عشر حتى اليوم، سبعة عشر بابا في السرداب كان آخرهم يوحنا بولس الثاني.
أما المتحف البطرسي، فهو عبارة عن غرفة ملحقة بالكاتدرائية، تضم مجموعة من الأعمال الفنية التي سبق وعرضت فيها أو تعود لزمن الكنيسة القسطنطينية، ومن محتويات هذا المتحف، تابوت جوليانوس الذي يعود لبداية فن النحت لدى المسيحيين، ونصب بروزني لسيكتوس الرابع من صنع أنتونيو ديل بولايولو عام 1453 وخميلة الصياد أقدم فسيفسائية مسيحية في روما. وكانت حفرات قد أجريت في السرداب بين عامي 1940 و‌1950 خلال عهد بيوس الثاني عشر، عثر خلالها على مجموعة من القطع الأثرية عرضت أيضًا في المتحف البطرسي.

## ساحة القديس بطرس
ساحة القديس بطرس تتموضع أمام الكاتدرائية بشكل بيضاوي، وبعرض 240 مترًا بين أبعد نقطتين، ويفصلها عن سائر الفاتيكان جدار يحوي على أربعة صفوف من الأعمدة الكورنثية الضخمة ذات التيجان، يبلغ مجموعها 284 عمودًا، يضاف إليها 88 دعامة و96 تمثالاً للقديسين و‌الباباوات و‌الملائكة، وقد تم تصميم الجدار بأمر من البابا إسكندر السابع (1655 - 1667) على يد برنيني بين عامي 1656 و‌1667 وفق النمط الباروكي في العمارة. أما في صدر الساحة تتموضع واجهة كاتدرائية القديس بطرس، والساحة مرصوفة من الغرانيت الأسود وهي من تصميم برنيني أيضًا. ويمكن من الساحة رؤية القصر البابوي و‌كنيسة سيستين ومجموعة من مقرات المجامع في الفاتيكان كمقر مجمع العقيدة والإيمان، على أن شرفة جناح البابا الخاص ونافذة مكتبه تطل مباشرة على الساحة. في نهاية الساحة، نحو الغرب، يقع ميدان البابا بيوس الثاني عشر، ويفصل خط أبيض بين الساحة ومدينة روما، تحديدًا بين الساحة وشارع المصالحة (بالإيطالية: della Conciliazione؛ نقحرة: ديلا كونكيليازون)، وقد شق هذا الطريق عام 1929 بعد توقيع اتفاقيات لاتيران الثلاث، وقد سمح شقه رؤية قبة الكاتدرائية من نهر التيبر ومن مناطق بعيدة في روما.
في وسط الساحة تقوم مسلة تعود للقرن الثالث عشر قبل الميلاد بارتفاع 25,88 مترًا على ظهر أربع أسود برونزية، وفي أعلى المسلة يوجد صليب يحوي ذخيرة من الصليب الأصلي حسب المعتقدات المسيحية؛ وقد وضعت المسلة أمام الكاتدرائية بأمر من البابا سيكتوس الخامس (1585 - 1590) على يد دومنيكو فونتانا، وهي تنصف الساحة من حيث العرض، وتنصف واجهة كاتدرائية القديس بطرس أيضًا، وتدعى «الشاهد»، نظرًا لكونها كانت موجودة سابقًا في الملعب الذي شهد صلب القديس بطرس والعديد من المسيحيين الأوائل، وهي ثاني أكبر مسلة في العالم. على جانبي المسلة نافورتان كل منهما بارتفاع 14 مترًا، التي تقع على يمين المسلة من تصميم ماديرنو عام 1613 والأخرى من صنع كارلو فونتانا عام 1670. وبالقرب من كل نافورة حجر مستدير يحدد نقطة، عند الوقوف عليها، يخيل للناظر أن الأعمدة الأربعة الكورنثية إنما هي رتل واحد.
تتخذ الساحة شكل مفتاح، وفي ذلك إشارة إلى القديس بطرس الذي سلّمه يسوع وفق إنجيل متى والعقائد الكاثوليكية مفاتيح الأرض والسماء، كذلك فهي تبدو كالذراعين الممدوتين من واجهة الكاتدرائية، وفي ذلك رمز حول أمومة الكنيسة لجميع أمم وقوميات العالم.

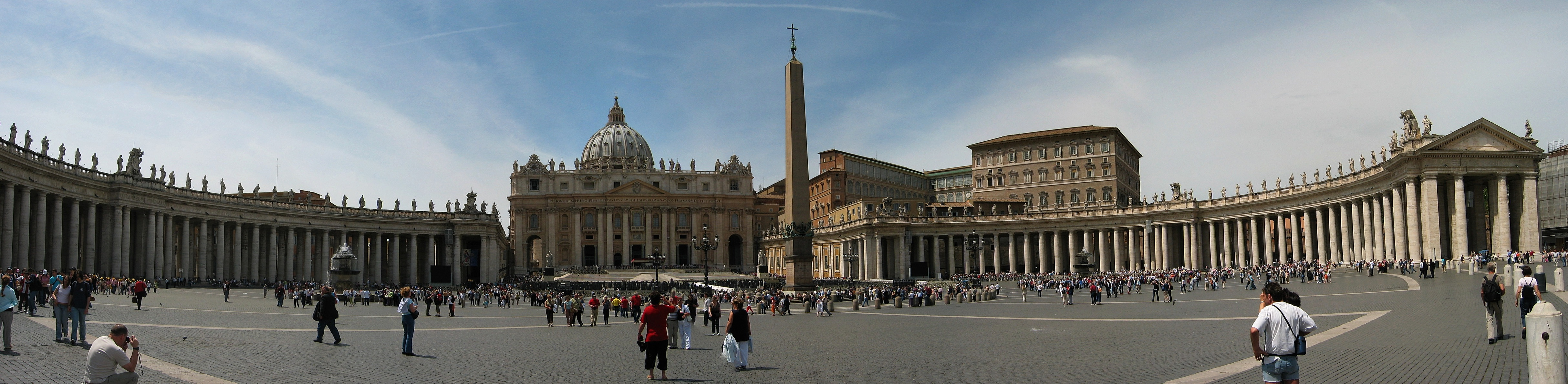
صورة بانورامية لساحة القديس بطرس كما تبدو من ميدان البابا بيوس الثاني عشر، ويظهر في الوسط مسلة كاليغولا الساحة الإهليلجية يعلوها صليب يحتوي ذخائر من الصليب الحقيقي وفق العقائد المسيحية، كما تظهر نافورة برنيني يمين المسلة وجانب من القصر الرسولي، في حين تبدو واجهة كاتدرائية القديس بطرس في الخلفية.

## خدمة الكاتدرائية

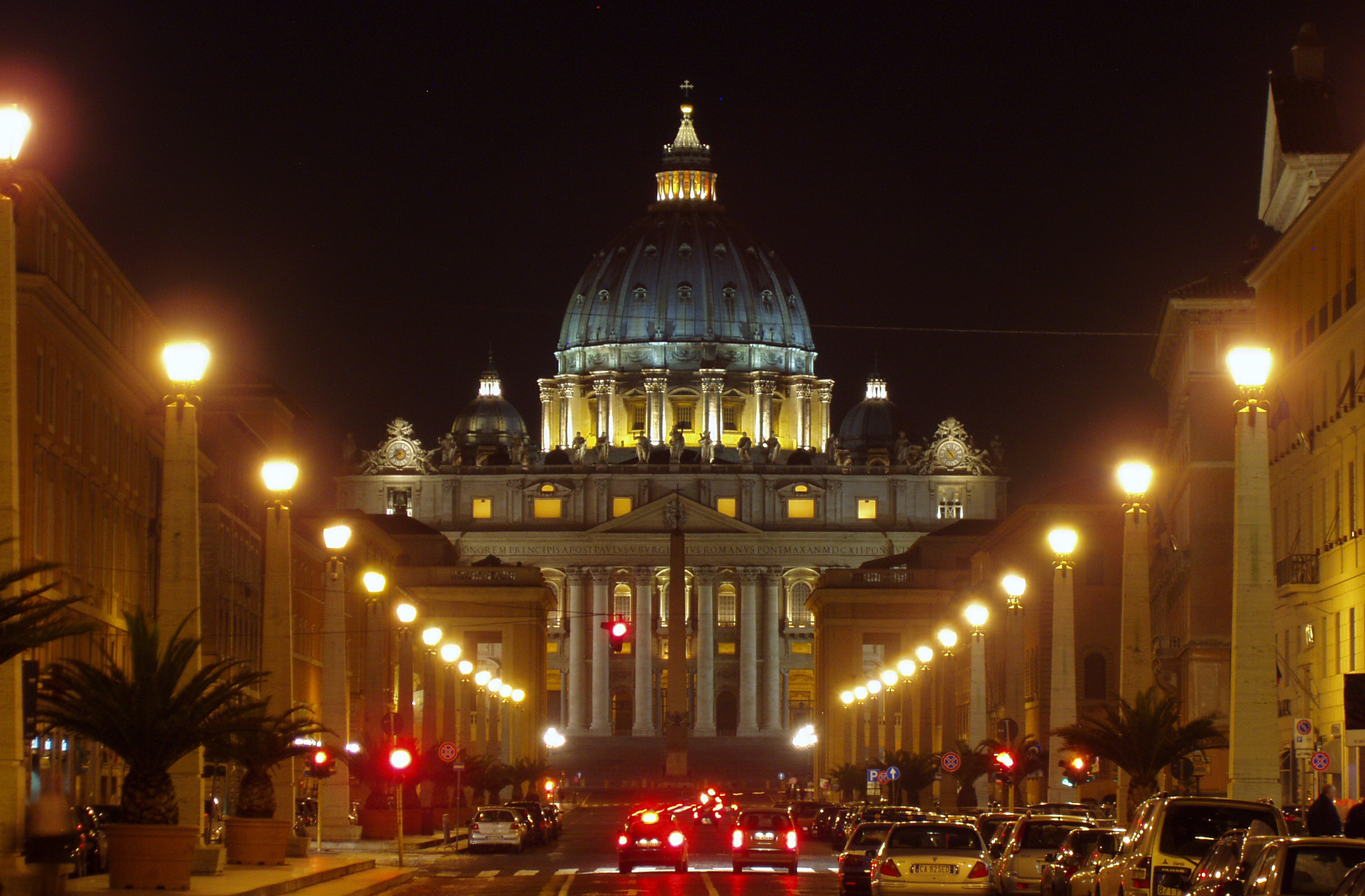
الكاتدرائية كما تبدو في الليل، من جادة المصالحة (بالإيطالية:Via della Conciliazione) في روما.

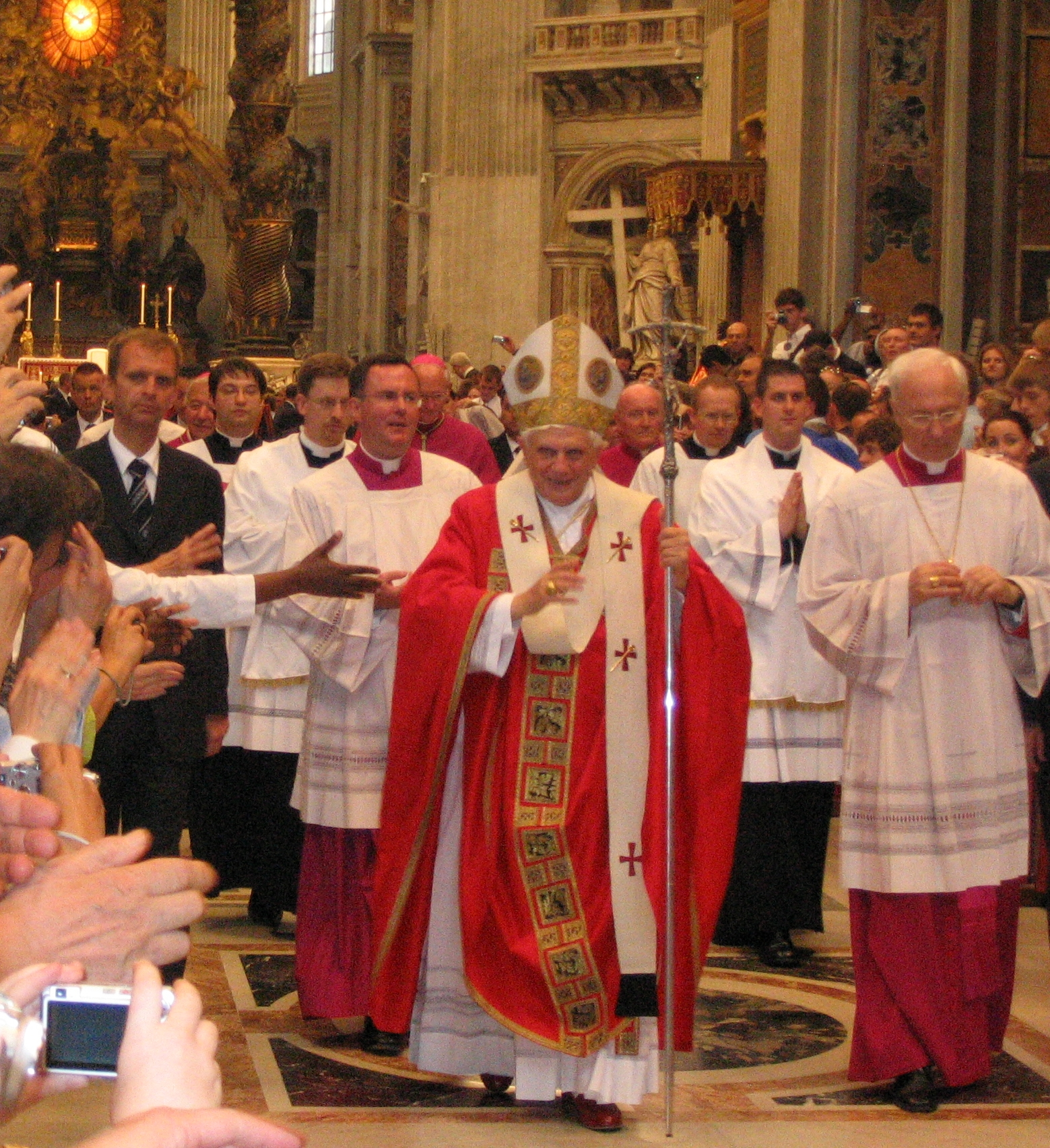
بندكت السادس عشر محاطًا بالشمامسة داخل الكاتدرائية.

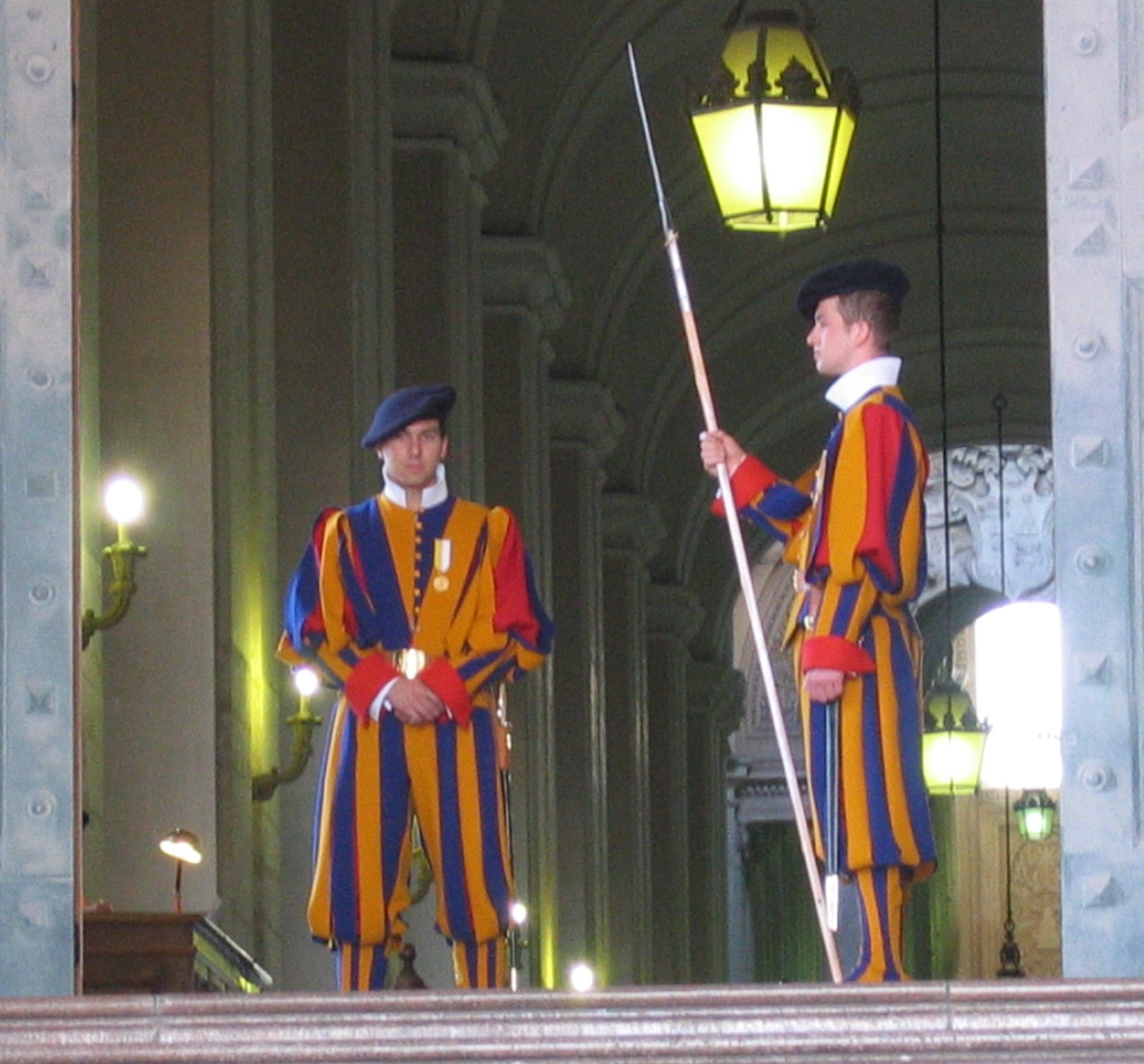
اثنان من الحرس السويسري، يحرسان البوابة البروزنزية للكاتدرائية.

يقوم بخدمة الكاتدرائية وتعهد نظافتها وصيانتها جمعية عمال تأسست في القرن السادس عشر يدعى أعضائها «البطرسيين» ويبلغ عددهم نحو السبعين، وفي الغالب يتوارثون مهماهم كل جيل عن سابقه، وكان من مهام «البطرسيين» إنارة الكنيسة باستعمال خمسة آلاف صحن يعبئ كل منه بثلاثة لترات من الشحم، غير أن البابا بيوس الحادي عشر، أدخل مع بداية القرن العشرين الكهرباء إلى الكاتدرائية.
يخدم الكاتدرائية من ناحية التراتيل والموسيقى الدينية، «جوقة التراتيل الباباوية»، بمرافقة «الفرقة الموسيقية الحبرية للشعائر»، وهاتان الفرقتان لا يمكن تحديد تاريخ تأسيسهما على وجه الدقة، غير أنهما يسميان مجتمعين «جوقة سيستين» كاسم غير رسمي، نسبة للبابا سيكتوس الرابع (1471 - 1479) الذي أعاد تشكيل الجوقة وشجع تطورها. أما من ناحية تأمين البناء، فهو من اختصاص الحرس السويسري وشرطة الفاتيكان، المسؤولان عن الأمن في الفاتيكان عمومًا. تجري العادة أن يقوم البابا بتعيين أسقف يشرف على العمل في الكاتدرائية وفي بعض الأحيان قد يعين كاردينالاً للقيام بهذه المهمة، والأساقفة الذين عهد إليهم رعاية الكاتدرائية والكنيسة القسطنطينية قبلها هم:
| - جيوفاني (1053) - دويسديدت (1092) - آزو (1103 - 1104) - روستيكو (1121 - 1138). - جيرفوني (1138 - 1139). - بيترو (1140 - 1144). - برنارد (1145 - 1175). - جيوفاني سورتي (1176 - 1180). - آنجيلو دي سيغني (1191 - 1200/1206). - غودو بيرليوني (1206 - 1228). - ستيفانو كونتي (1229 - 1254). - ريكاردو آنيبالدي (1254 - 1276). - جيوفاني أورسيني (1276 - 1277). - ميتو أورسيني روسو (1277 / 1288 - 1305). - نابليون فرانجيباني (1306 - 1342). - آنيبالدو دي كيسانو (1342 - 1350). - غوليم ديلا لويجي (1362 - 1365). - رينالدو أورسيني (1366 - 1374). - هوغو دي سانت مارتيل (1374 - 1378). - فيليب دآلينكون (1378 - 1397). | - كريستفورو ماروني (1397 - 1404). - آنجيلو آسيايولي (1404 - 1408). - أنتونيو كالفي (1408 - 1411). - بيدرو دي فيراز (1412 - 1420). - أنتونيو كورير (1420 - 1434). - جياردانو أورسيني (1434 - 1438). - جوليانو سيزاريني (1439 - 1444). - بيترو باربو (1445 - 1464). - ريتشارد أوليفر (1464 - 1470). - جيوفاني زينو (1470 - 1501). - جان لوبز (1501). - آبولتيو دي آستي (1501 - 1520). - ماركو كورنارو (1520). - فرانشيتو أورسيني (1520 - 1530). - فرانسيسكو كورنارو (1530 - 1543). - آليساندور فرانيسي (1543 - 1589). - جيوفاني بالوتا (1589 - 1620). - سكيبيوني كافاريللي بورجيسي (1620 - 1633). - فرانسيسكو باربريني (1633 - 1667). - كارلو باربريني (1667 - 1704). | - فرانسيسكو نيرلي (1704 - 1708). - آنيبال آلباني (1712 - 1751). - هنري بندكت ستيارت (1751 - 1807). - روميالدو بارتشي أونستي (1807 - 1817). - آليساندور ماتي (1817 - 1820). - بيترو غاليفي (1820 - 1837). - جياكومو غيستينياني (1837 - 1843). - ماريو ماتي (1843 - 1870). - نيكولا باراشياني (1870 - 1872). - إدواردو بورميو (1872 - 1881). - إدوارد هونارد (1881 - 1892). - فرانسيسكو براشياني (1892 - 1894). - مارينو ديل تيندارو (1894 - 1913). - رافاييل ماري ديلا فال (1914 - 1930). - فديريكو تيديسشياني (1939 - 1959). - بابلو ميريلا (1961 - 1983). - آريليو سابتاني (1983 - 1991). - فيرجولي نو (1991 - 2002). - فرانشيسكو مارشيسانو (2002 - 2006). - آنجلو كوميستيري (10 أكتوبر 2006 - الآن). |

## إحصاءات وأرقام
| - تكلفة تشييد الكاتدرائية: 46,800,052 دوقية. - السعة: 60,000 نسمة. - طول الرواق: 639.8 قدم (195.0 م) - طول الردهة الداخلية: 451 قدم (137 م) - عرض صحن الكاتدرائية: 90.2 قدم (27.5 م) - عرض حنية الكاتدرائية: 78.7 قدم (24.0 م) - عرض الردهة الداخلية: 451 قدم (137 م) - ارتفاع صحن الكاتدرائية: 151.5 قدم (46.2 م) | - المساحة الكلية: 227,070 قدم مربع (21,095 م2) - المساحة الداخلية: 163,182.2 قدم مربع (15,160 م2) - الواجهة، بالطول: 167 قدم (51 م) بالعرض: 375 قدم (114 م) - طول الأعمدة الداخلية: 92 قدم (28 م) - محيط أعمدة صحن الكنيسة: 240 قدم (73 م) - ارتفاع فانوس القبة = 63 قدم (19 م) - ارتفاع فانوس القبة مع الصليب = 8 و 16 قدم (2.4 و 4.9 م) - للحصول على معلومات بشأن طول وعرض الكاتدرائية وارتفاعها، وعرض وارتفاع القبة، انظر القالب بداية الصفحة. |

## معرض الصور

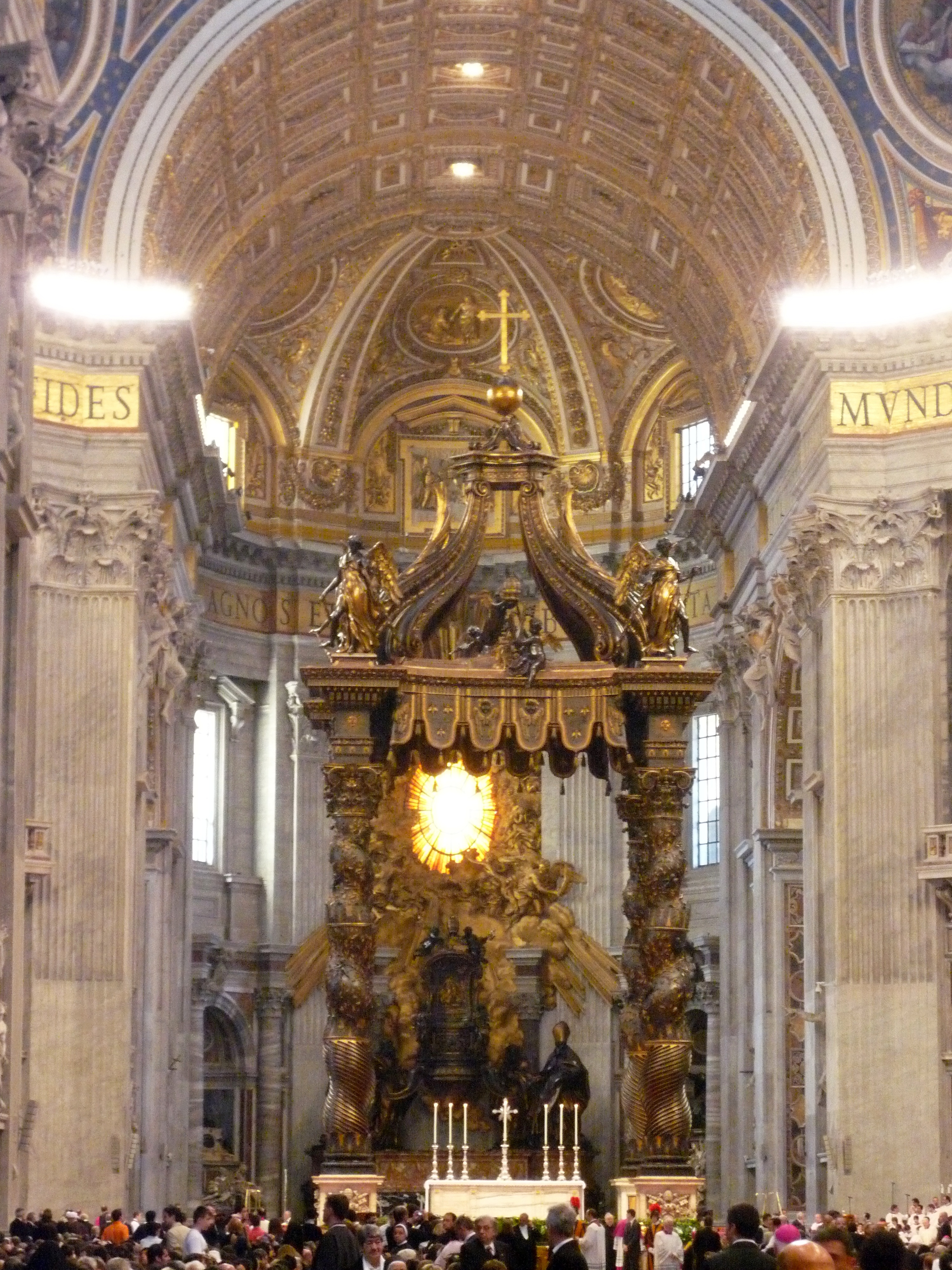
المذبح البابوي ومظلة برنيني.
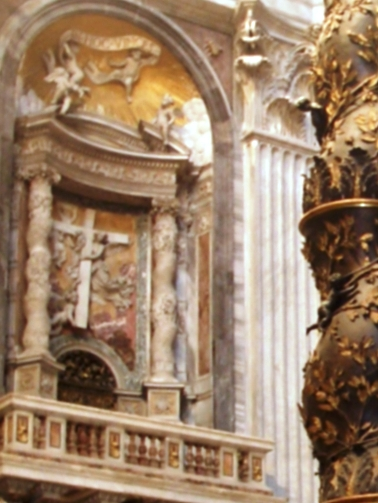
إحدى الشرفات الداخلية في الكاتدرائية، وتظهر زخرفة أحد أعمدة مظلة برنيني.
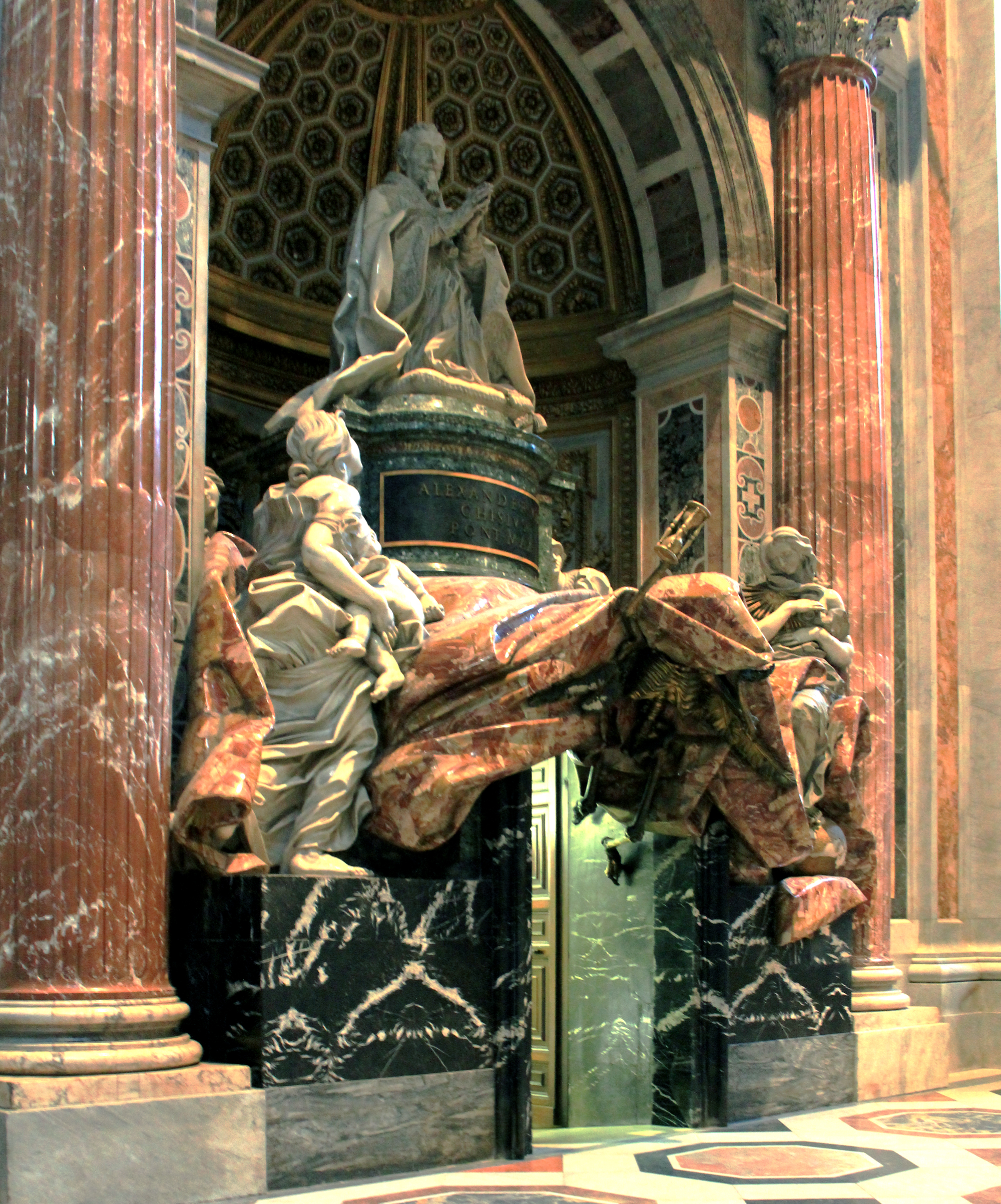
باب الكاتدرائية الداخلي المتصل مع غرفة الملابس والأواني المقدسة.
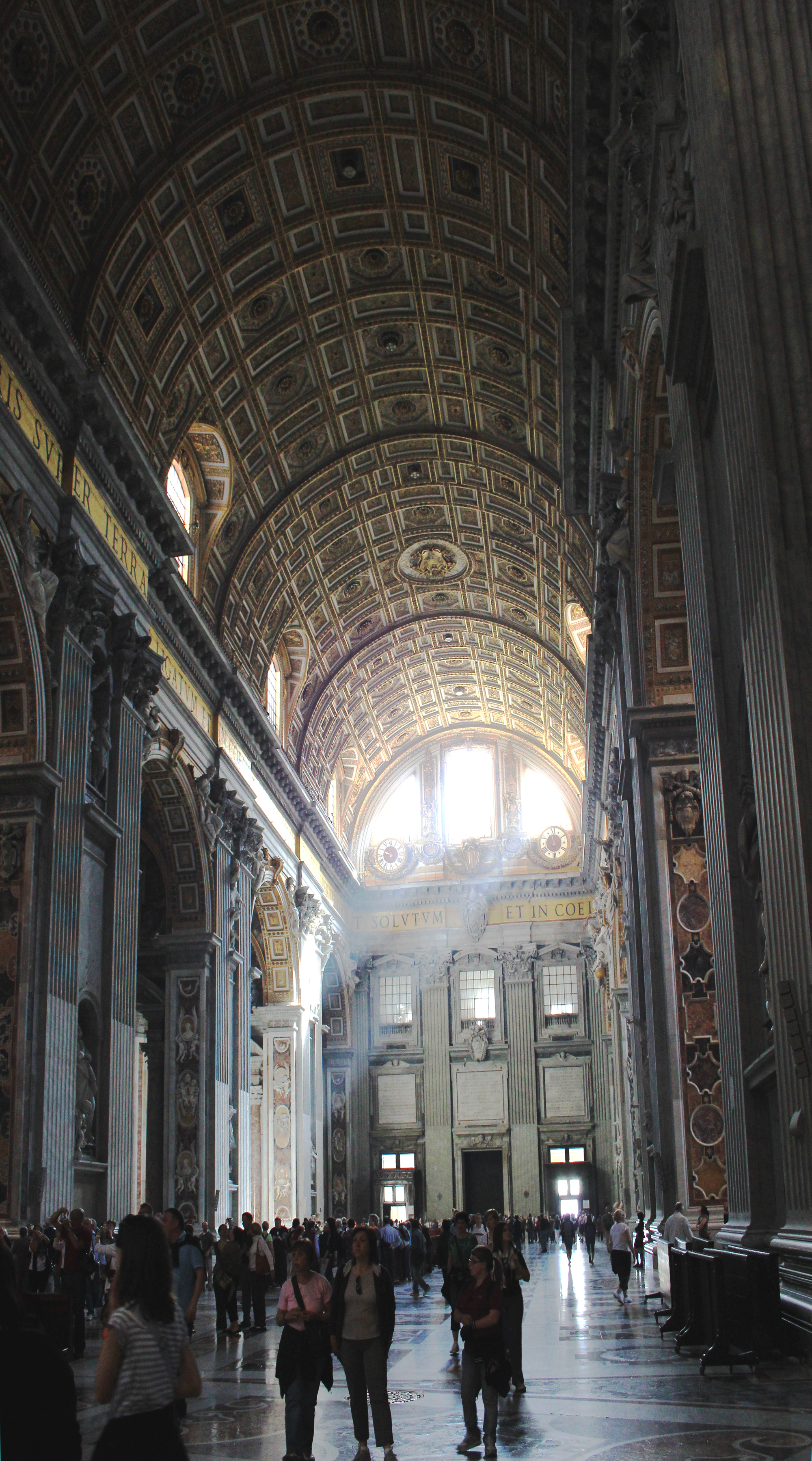
رواق الكاتدرائية.
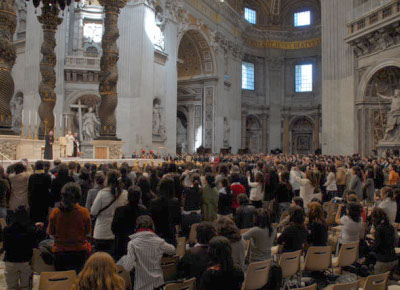
بندكت السادس عشر، خلال ترؤسه القداس الإلهي في الكاتدرائية.
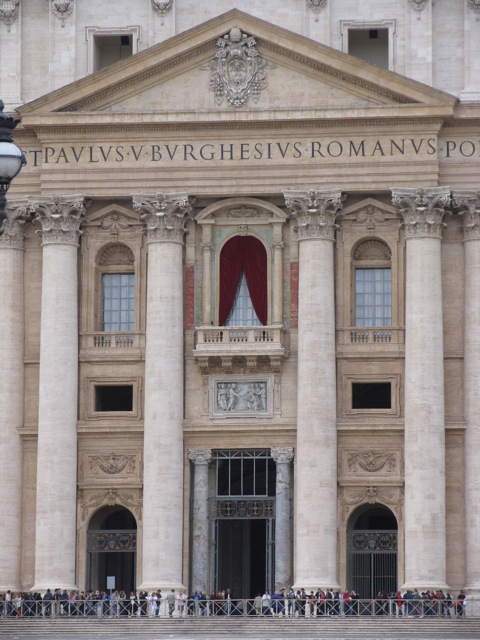
مقطع تفصيلي لمنتصف الواجهة، يظهر الباب الرئيسي وطابق "التبريكات".
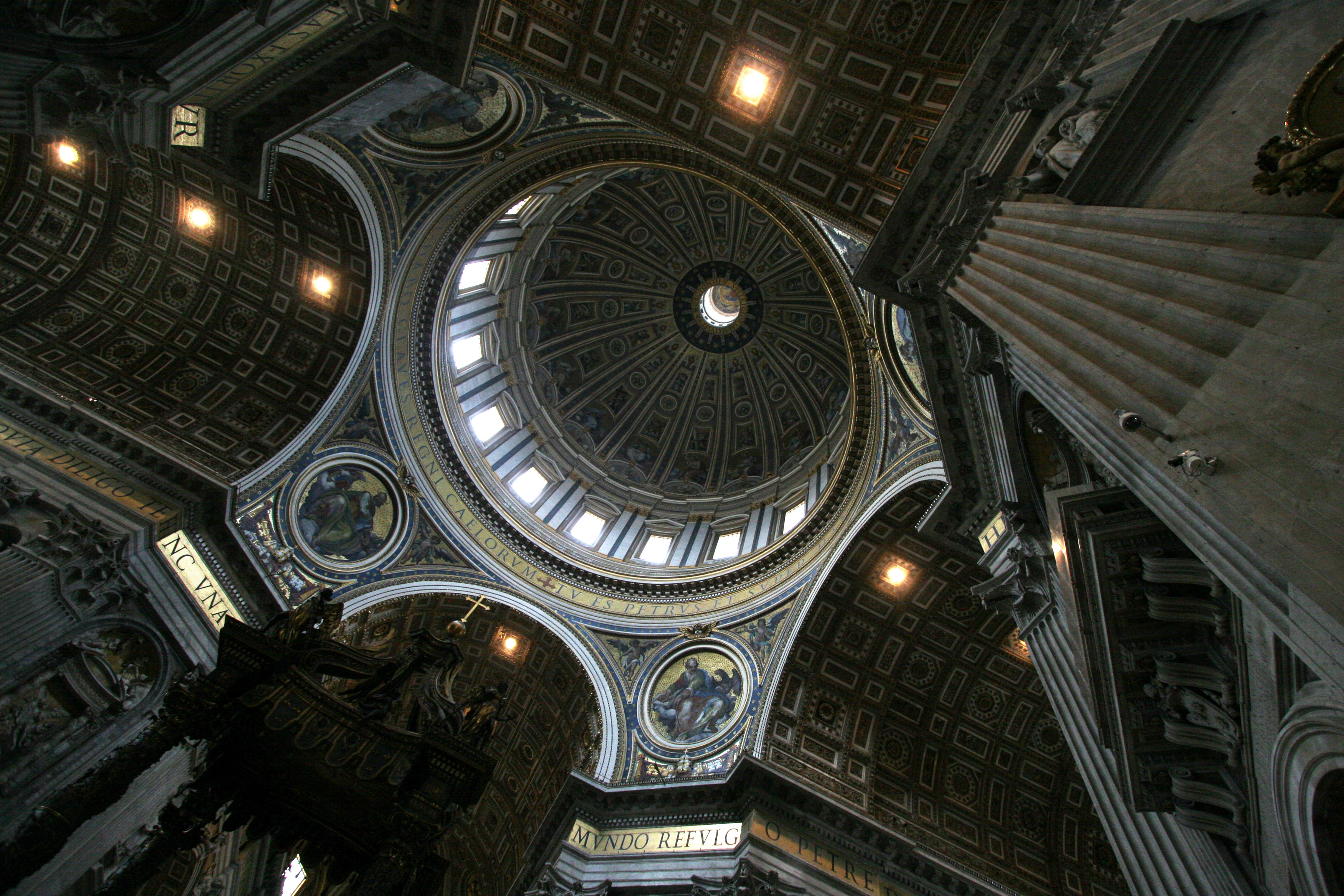
أقواس النصر الأربعة المتشكلة على قاعدة القبة.
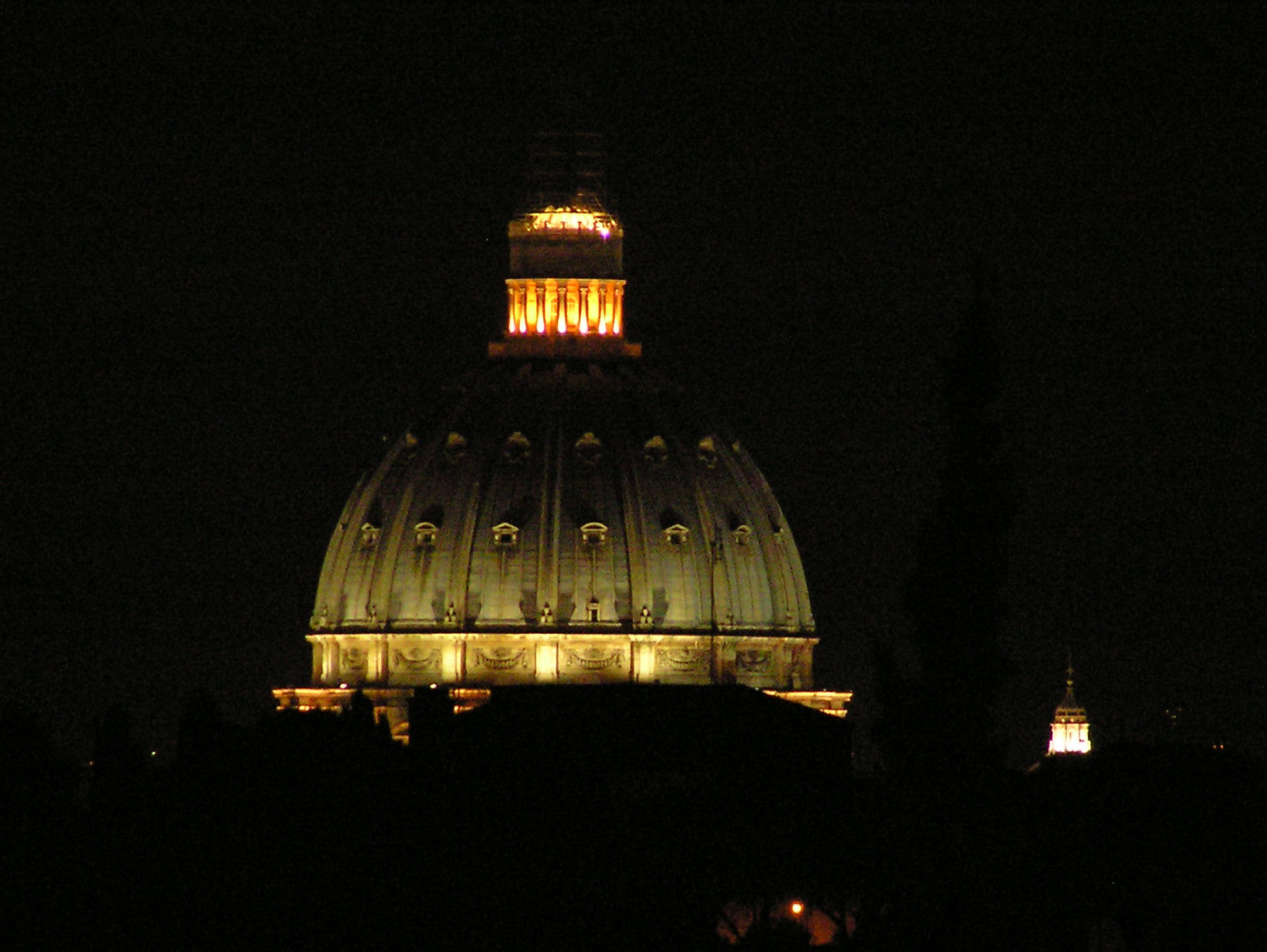
القبة مضاءة في الليل، كما تبدو من روما.
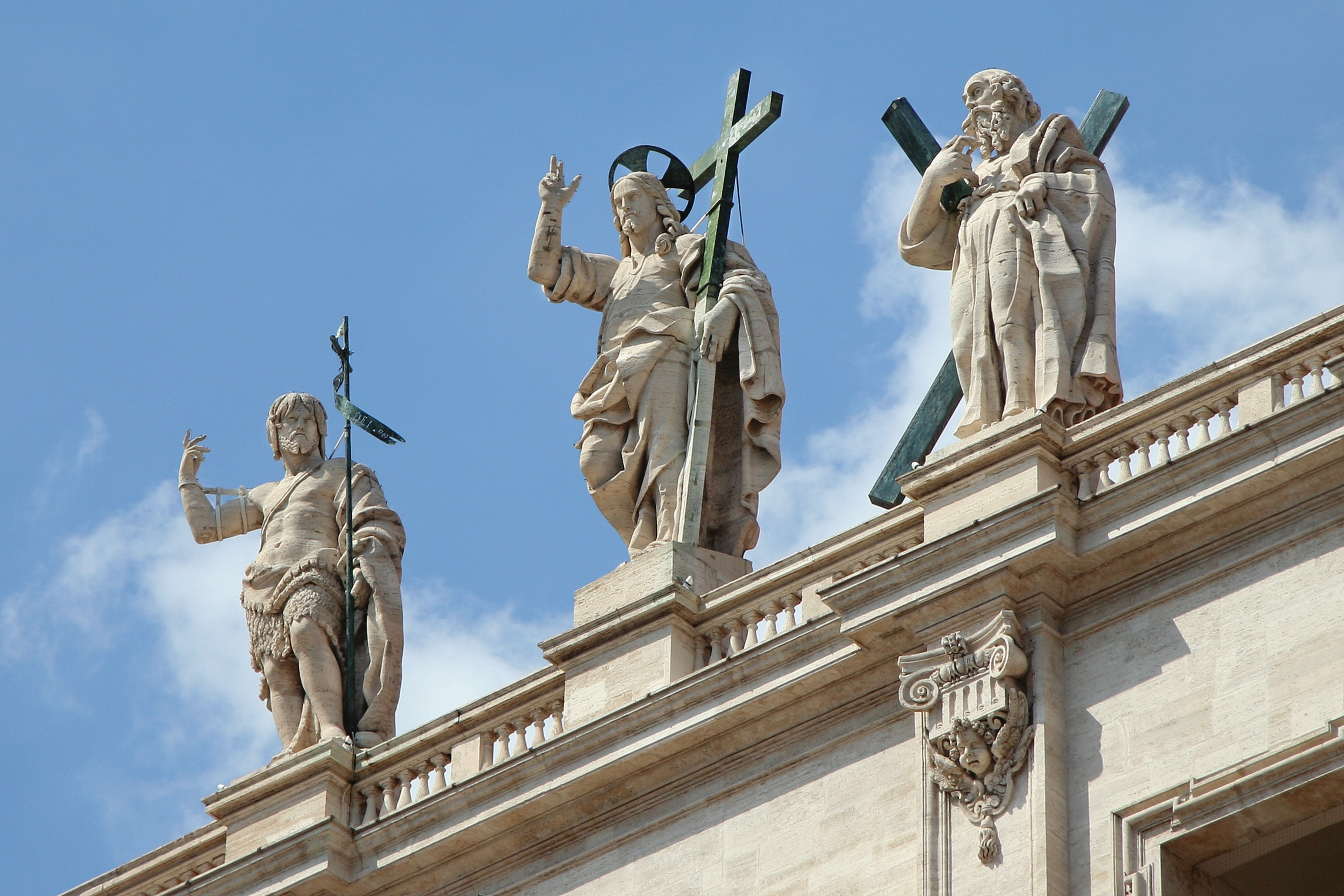
مقطع تفصيلي لمجموعة من النصب التي تعلو الواجهة: يسوع في المنتصب مباركًا، وبقربه القديس إندراوس و‌يوحنا المعمدان.
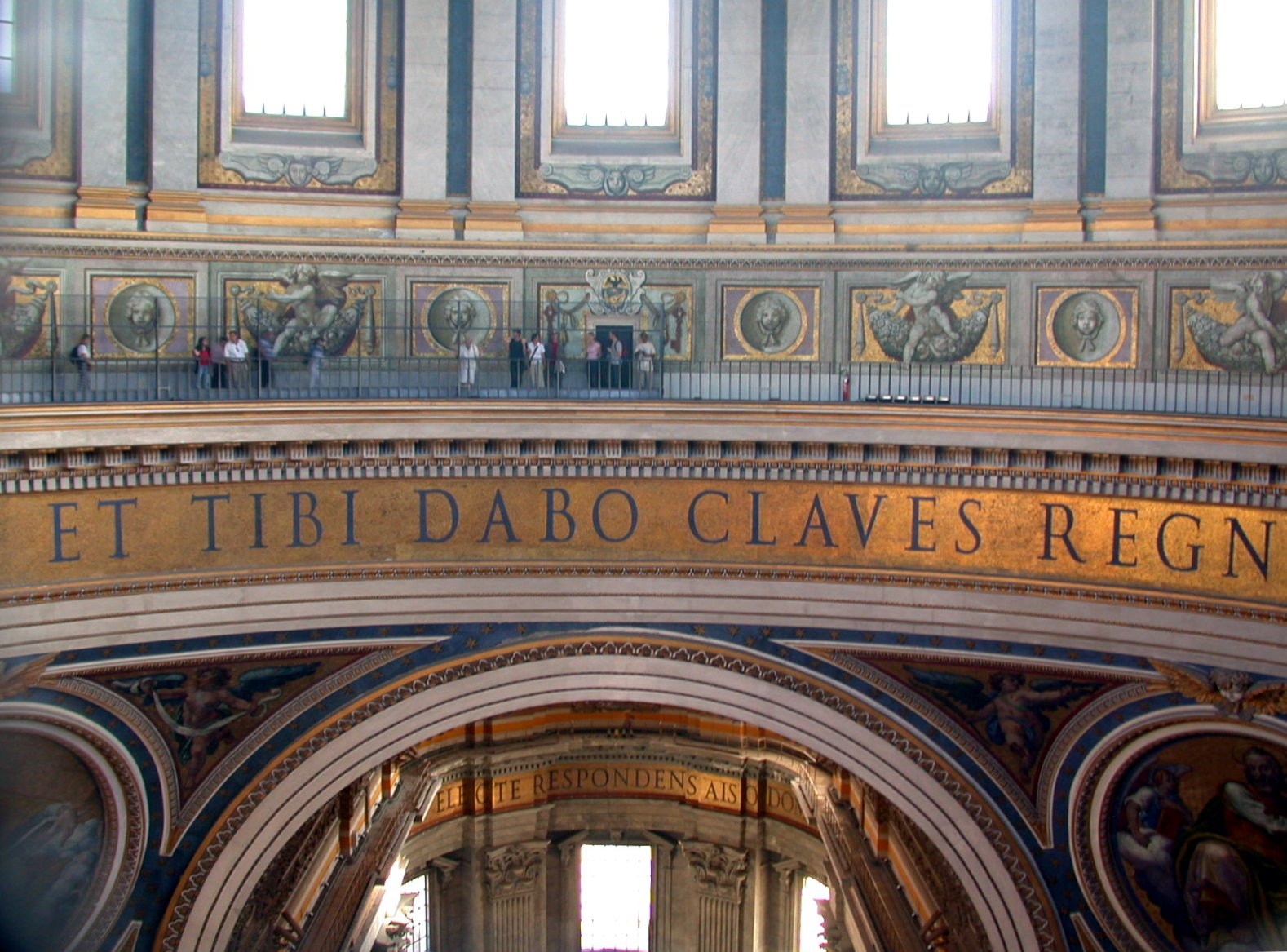
الكتابة اللاتينية الذهبية، على قاعدة القبة.
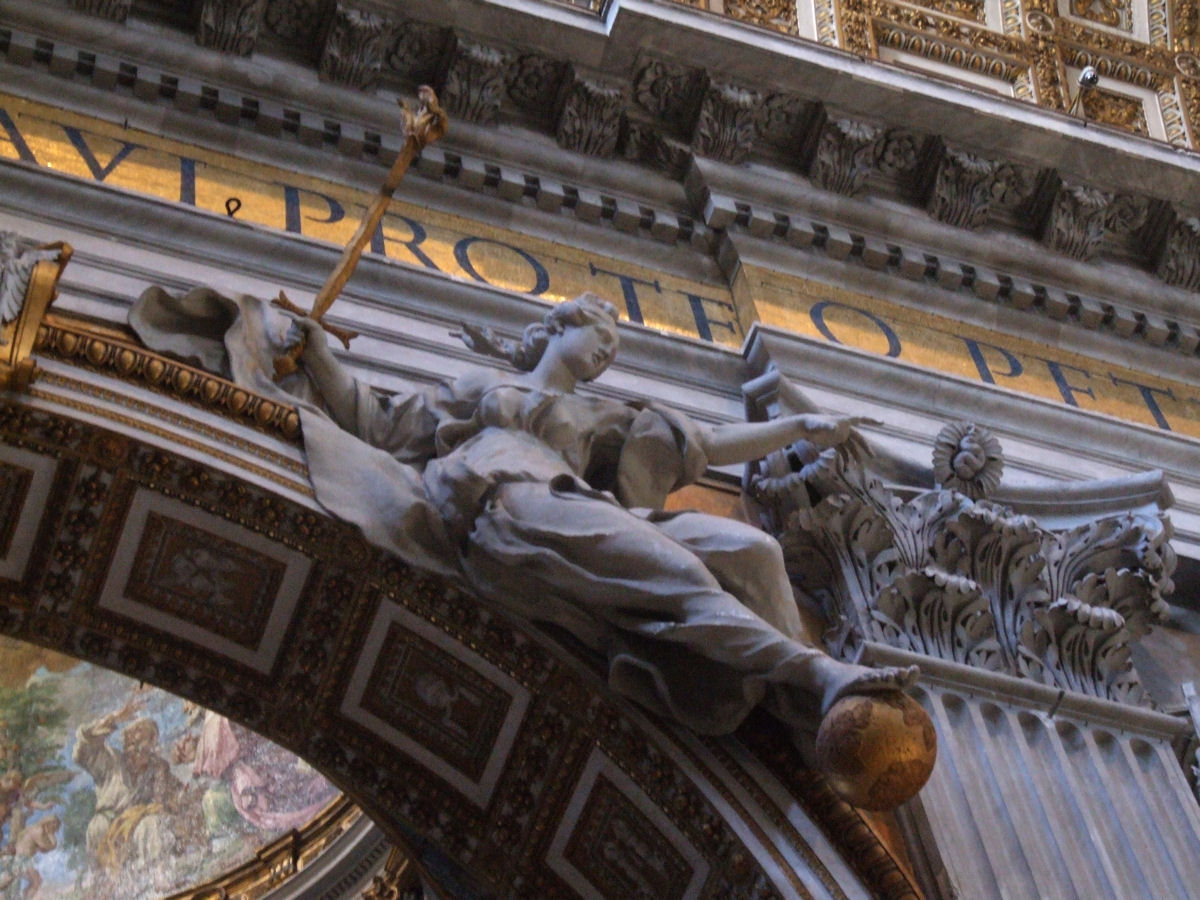
تمثال لملاك على بوابة أحد المصليات الجانبية في الكاتدرائية.
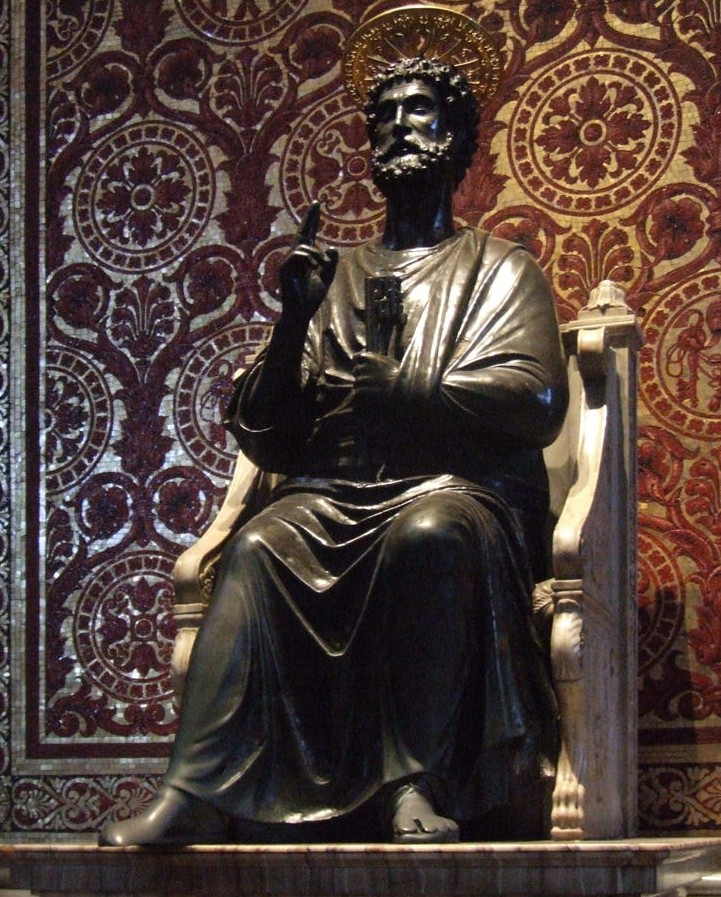
تمثال القديس بطرس مباركًا، يعود للقرن الثالث عشر.
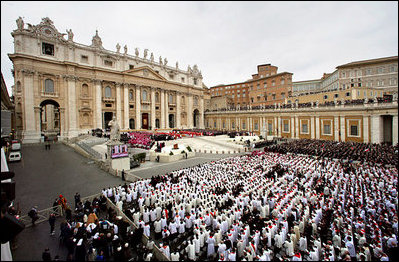
ساحة القديس بطرس في جنازة يوحنا بولس الثاني.
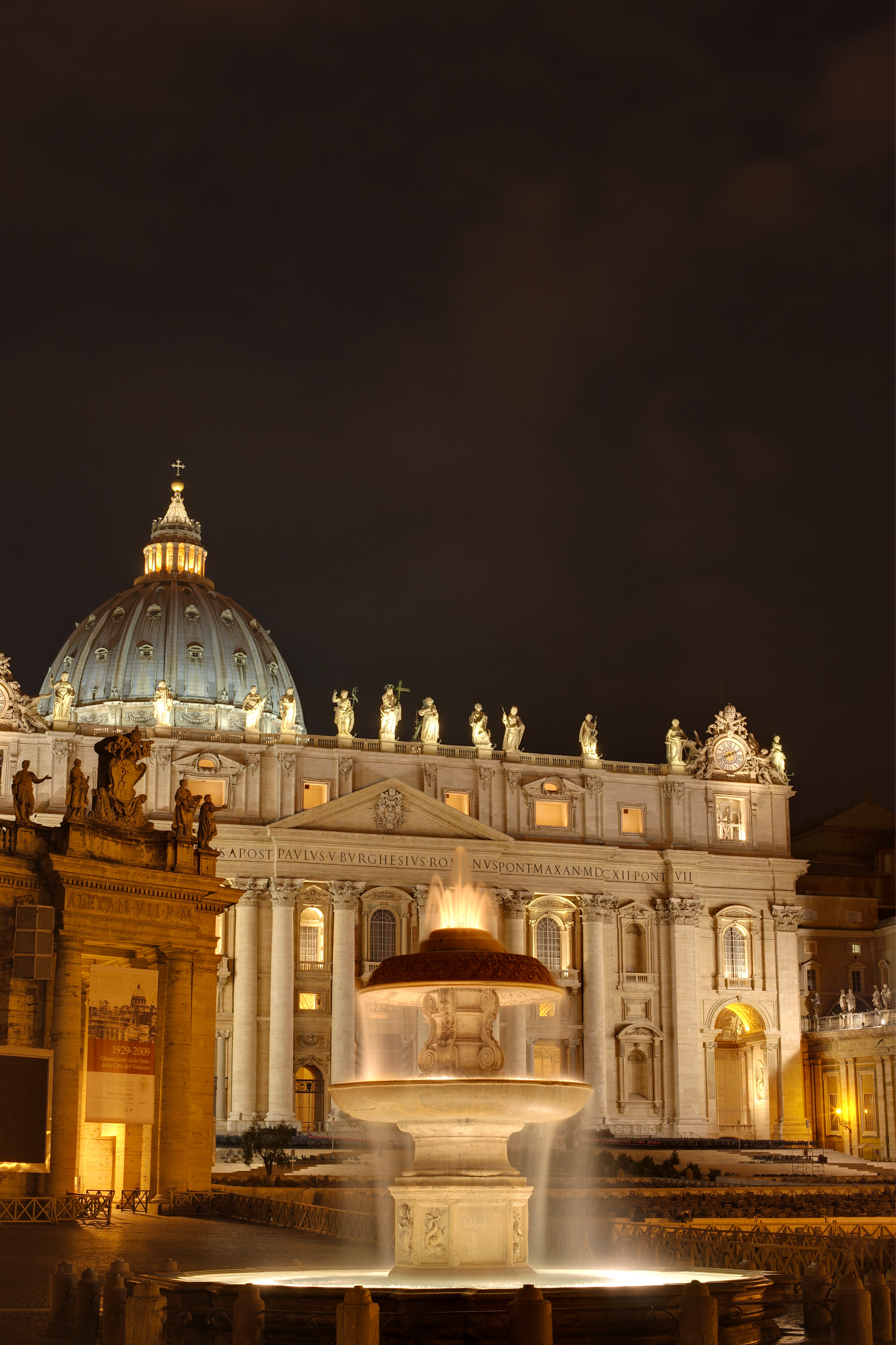
نافورة كارلو فونتانا بارتفاع 14 مترًا، في الساحة.
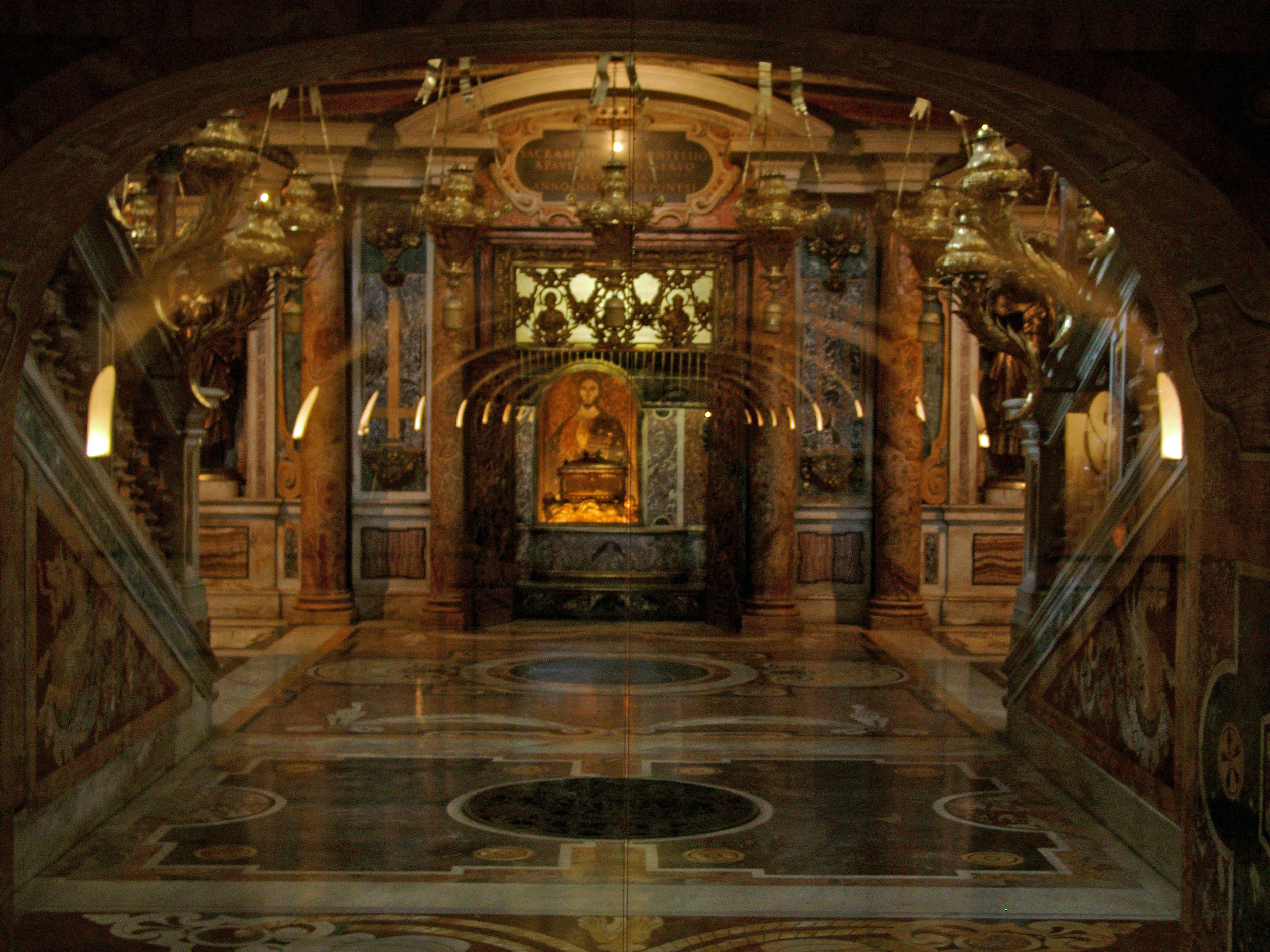
ضريح القديس بطرس.
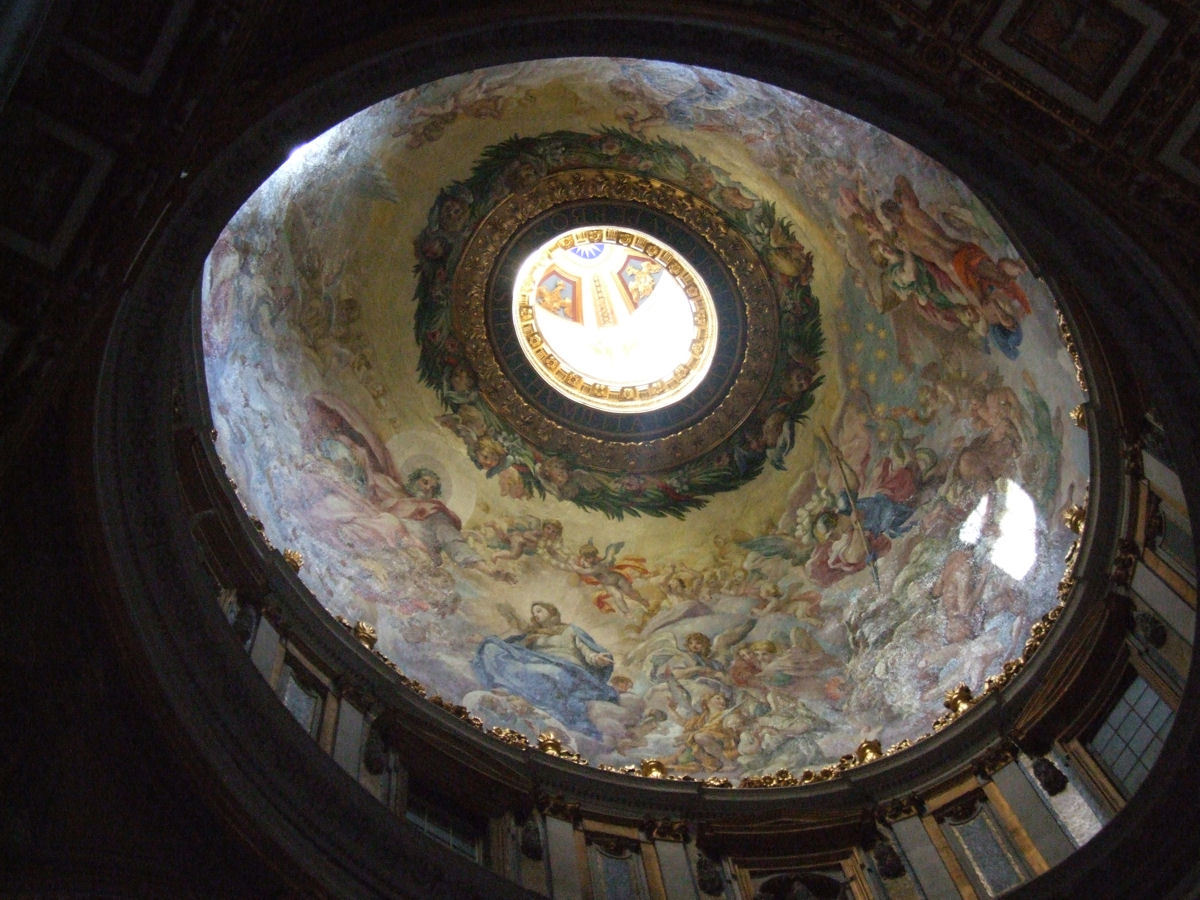
قبة أحد المصليات الجانبية.
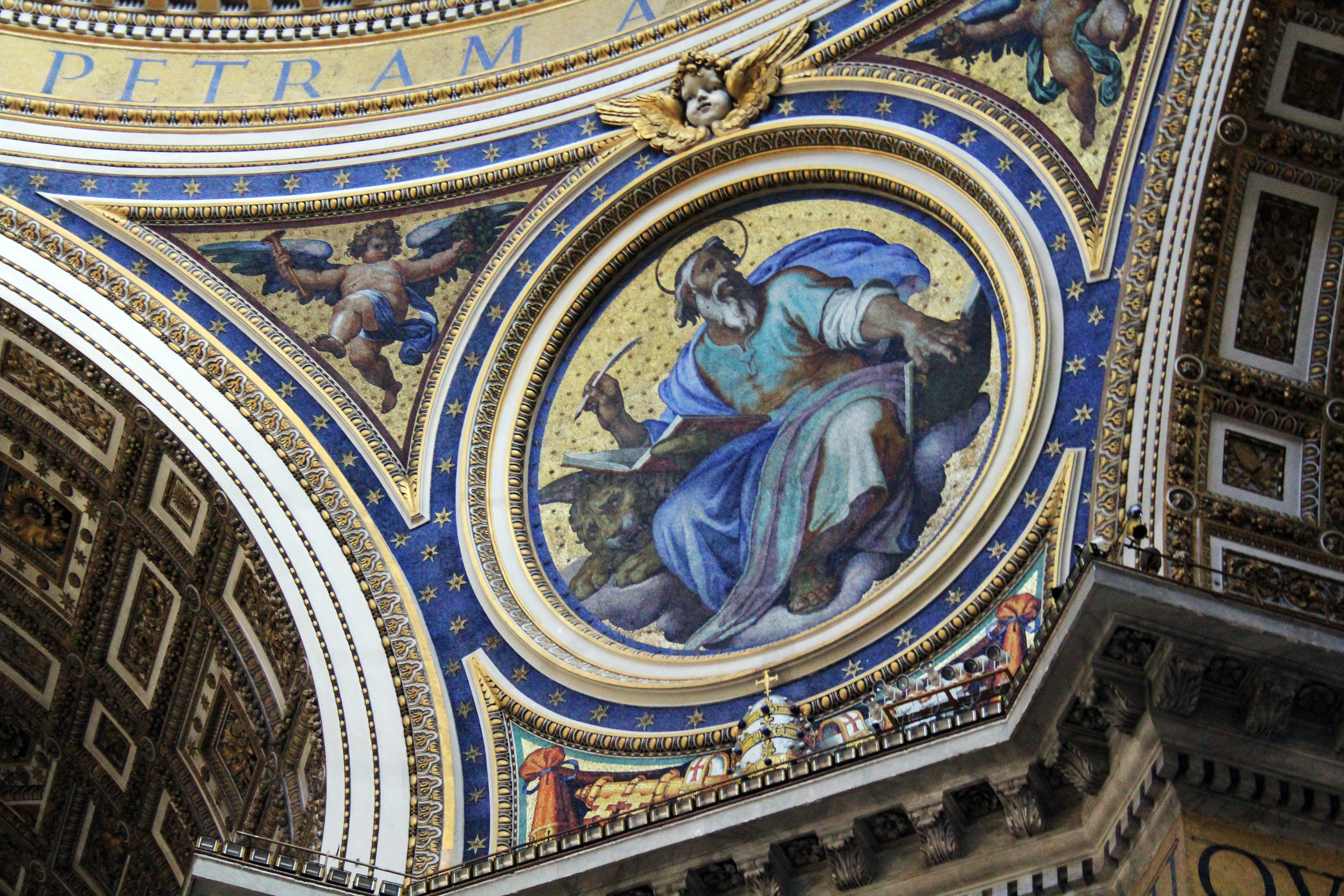
أيقونة للقديس مرقس يكتب إنجيله.
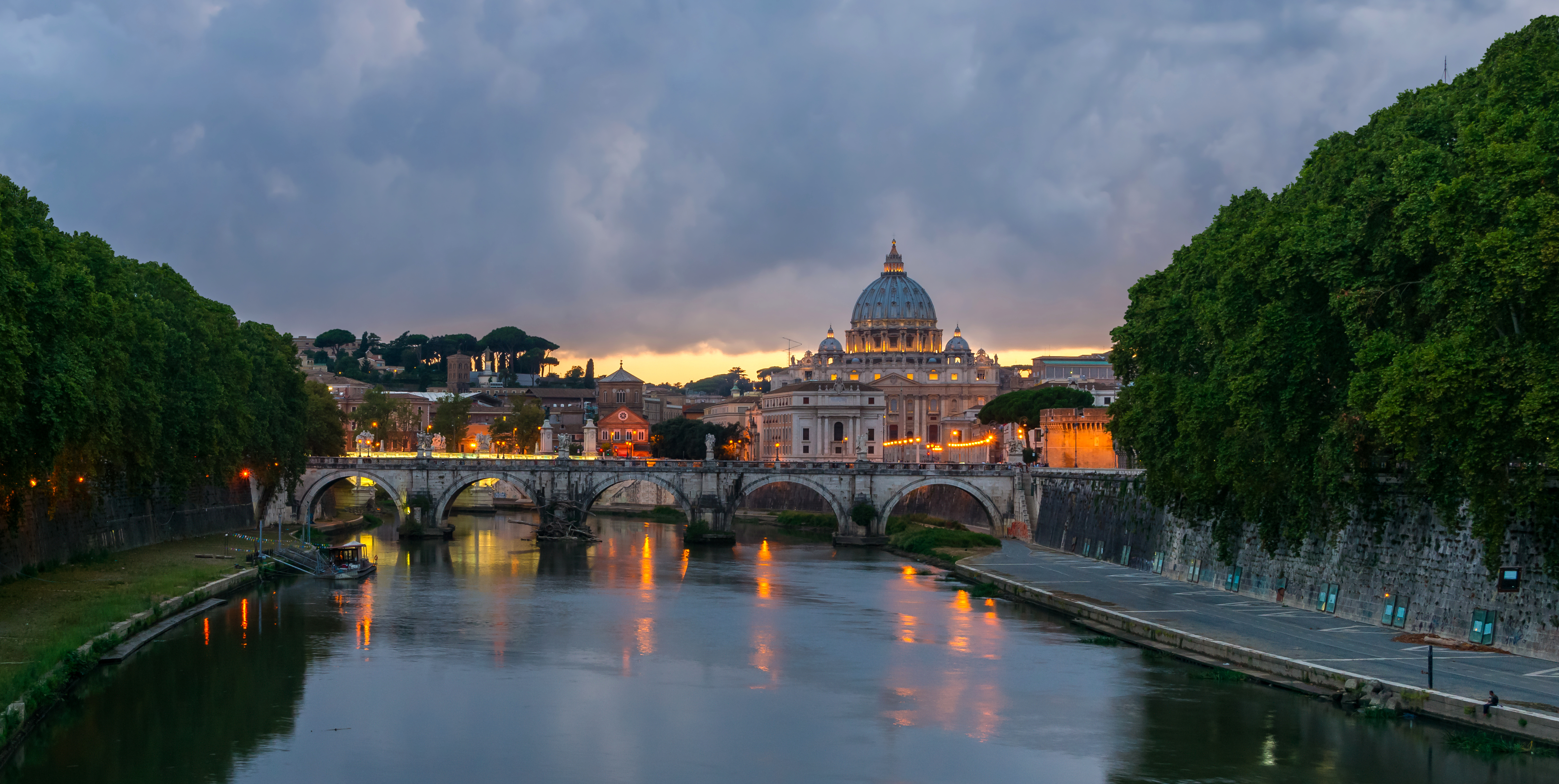
كنيسة القديس بطرس وجسر سانت أنجيلو.

## وصلات خارجية
- بازليك القديس بطرس.
- خريطة للكاتدرائية والفاتيكان، من خرائط جوجل.
- الكنائس المسيحية، مركز دراسات شيكاغو.
- معرض الصور، يحوي 249 صورة عن الكاتدرائية.
- بازليك القديس بطرس.
- بازليك القديس بطرس، من الموسوعة الكاثوليكية.